# Le Faou
Le Faou est une commune du Finistère, dans la région administrative Bretagne. Elle abrite le siège du  parc naturel régional d'Armorique dont elle est membre.
Le Faou est un ancien port important de la rade de Brest, au carrefour entre le Léon et Brest au nord, la Cornouaille et Quimper au sud et la presqu'île de Crozon à l'ouest. Homologuée « petite cité de caractère, » depuis 2016, « port d'intérêt patrimonial » depuis 2019, et « village étape » depuis 2022, elle est aujourd'hui réputée pour ses maisons à pan de bois recouvertes d'ardoises, son église Saint-Sauveur et la ville de Rumengol qui lui est rattachée.

## Géographie

### Localisation
Le Faou est située au fond d'une ria de la rade de Brest, sur la « rivière du Faou », en face de Landévennec et au croisement des routes RN 165 (E 60) et D 42, à 14 m d'altitude.
Les grandes villes les plus proches sont Plougastel-Daoulas à 16 km, Brest à 31 km, Quimper à 42 km, Crozon à 28 km.
Le Faou est géométriquement le lieu central du département du Finistère. En 1970, l'ancienne commune de Rumengol a été annexée par celle du Faou.
La commune reste de modeste superficie : 11,85 km2. Elle est le chef-lieu du canton du Faou.
La commune comprend également une petite exclave au sud, sur la route de Châteaulin, où se situe le hameau de Pen ar Vern.
| L'Hôpital-Camfrout, Rade de Brest | Hanvec  | Hanvec                                           |
| Landévennec, Presqu'île de Crozon | du Faou | Rumengol, Hanvec, Forêt du Cranou, Monts d'Arrée |
| Rosnoën, Aulne                    | Rosnoën | Pont-de-Buis-lès-Quimerc'h                       |

| Rosnoën | Rosnoën                                    | Rosnoën                    |
| Rosnoën | du Faou (exclave du hameau de Pen ar Vern) | Pont-de-Buis-lès-Quimerc'h |
| Rosnoën | Rosnoën                                    | Pont-de-Buis-lès-Quimerc'h |

### Un site remarquable et une situation privilégiée
Le bourg du Faou est situé au fond de la ria de la Rivière du Faou, au fond de la Rade de Brest. Le finage communal se trouve pour sa partie sud pour une faible superficie dans l'entrée de la presqu'île de Crozon, pour sa partie nord au début de la presqu'île de Lanvoy (mais celle-ci se trouve en Hanvec) dont l'extrémité ouest est la Pointe du Glugeau et qui est limitée côté nord par l'anse (ria) de Kéroullé ; le côté est la commune avait peu de territoires avant la fusion avec l'ancienne commune de Rumengol, ce qui a considérablement augmenté sa superficie, qui inclut désormais une partie de la forêt du Cranou.

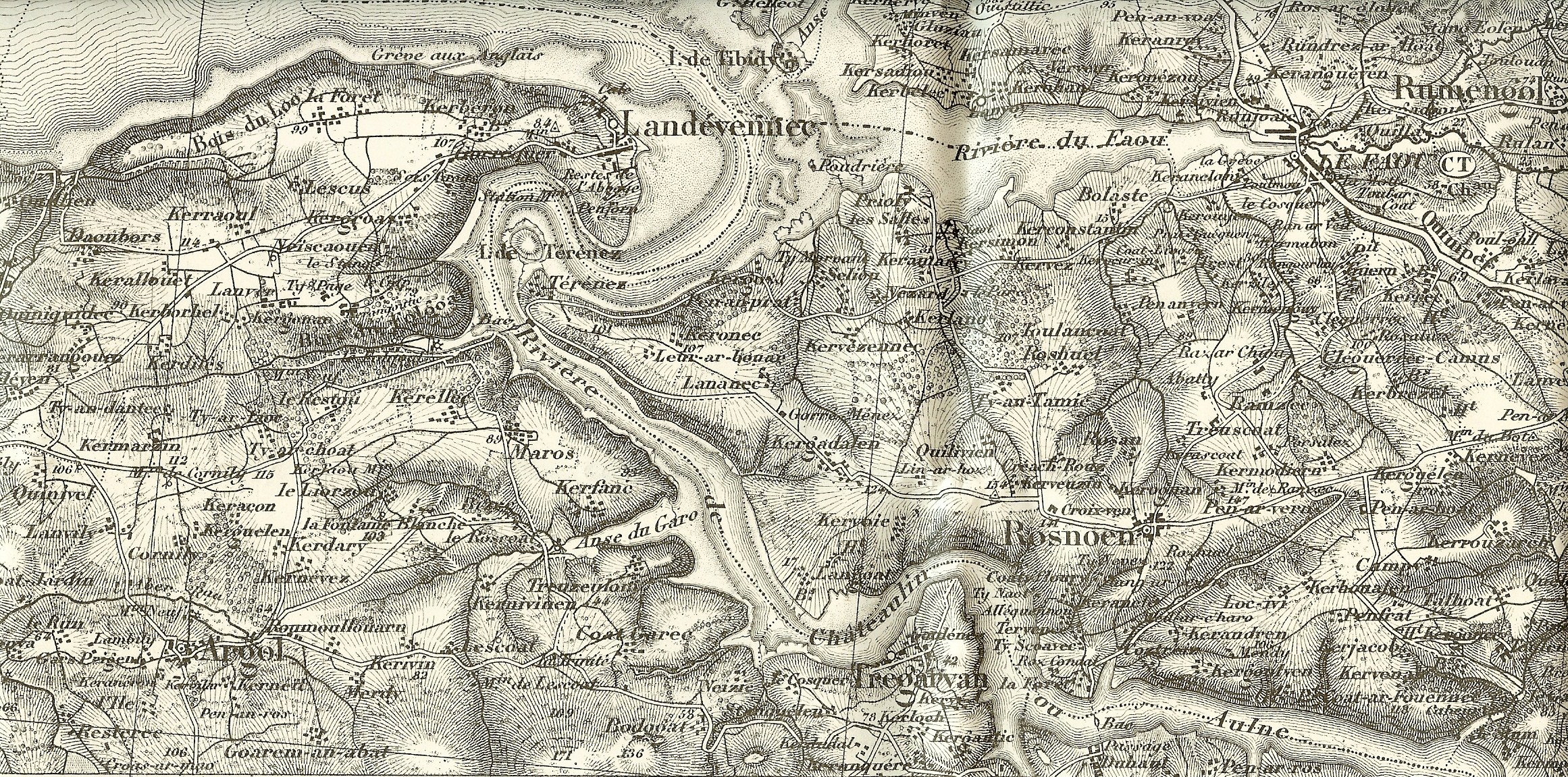
Carte d'état-major de la région du Faou et de l'Aulne maritime.

Du port et du faubourg Saint-Joseph au champ de foire, sur la route qui relie le pays de Léon à celui de la Cornouaille, s'étire une longue rue commerçante. Entre deux rives, un pont sur l'emplacement d'un gué ancien rappelle la notion de « point de passage obligé », à l'origine du développement de la cité, dont la création remonte au XIe siècle. Le Faou était alors un important relais de poste à cheval. Foires et marchés y étaient fréquents : en 1890, Adolphe Joanne en indique chaque dernier samedi du mois, ainsi que les 17 janvier, 3 mai, 14 septembre, 10 octobre.
De tout temps, Le Faou est situé sur l'axe routier, voie romaine puis route royale, Quimper-Brest qui passait traditionnellement par Quéménéven, Châteaulin, Saint-Ségal, Le Faou, Irvillac, Saint-Urbain, Landerneau, Saint-Divy et Guipavas. La voie romaine allant de Vorgium (Carhaix) à la pointe de Dinan dans la presqu'île de Crozon, via Brasparts, évitait Le Faou, passant par Rosnoën, l'Aulne étant traversée par un bac à Térénez. Ce rôle de carrefour explique la tradition artisane et commerçante de la petite cité, qui contraste avec les villages ruraux avoisinants, y compris par les costumes traditionnels portés par ses habitants. La couleur rousse du costume des hommes explique l'appellation de pays Rouzic donné à la région du Faou, incluant Argol, Châteaulin, Dinéault, Gouézec, Landévennec, Le Faou, Lopérec, Pont-de-Buis-lès-Quimerc'h, Port-Launay, Rosnoën, Saint-Coulitz, Saint-Rivoal, Saint-Ségal et Trégarvan.
Le relief de la commune est assez accidenté, les altitudes allant du niveau de la mer à 151 mètres d'altitude, la mairie se trouvant à 14 mètres d'altitude.
Le Faou est aussi caractérisé par des affleurements de grauwacke (dits « grauwacke » du Faou) datés du dévonien, noyau schisto-gréseux et de schistes argileux intercalés dans les quartzites de Plougastel, mais plus tendre, ce qui explique la dépression topographique du Faou par rapport aux hauteurs avoisinantes.

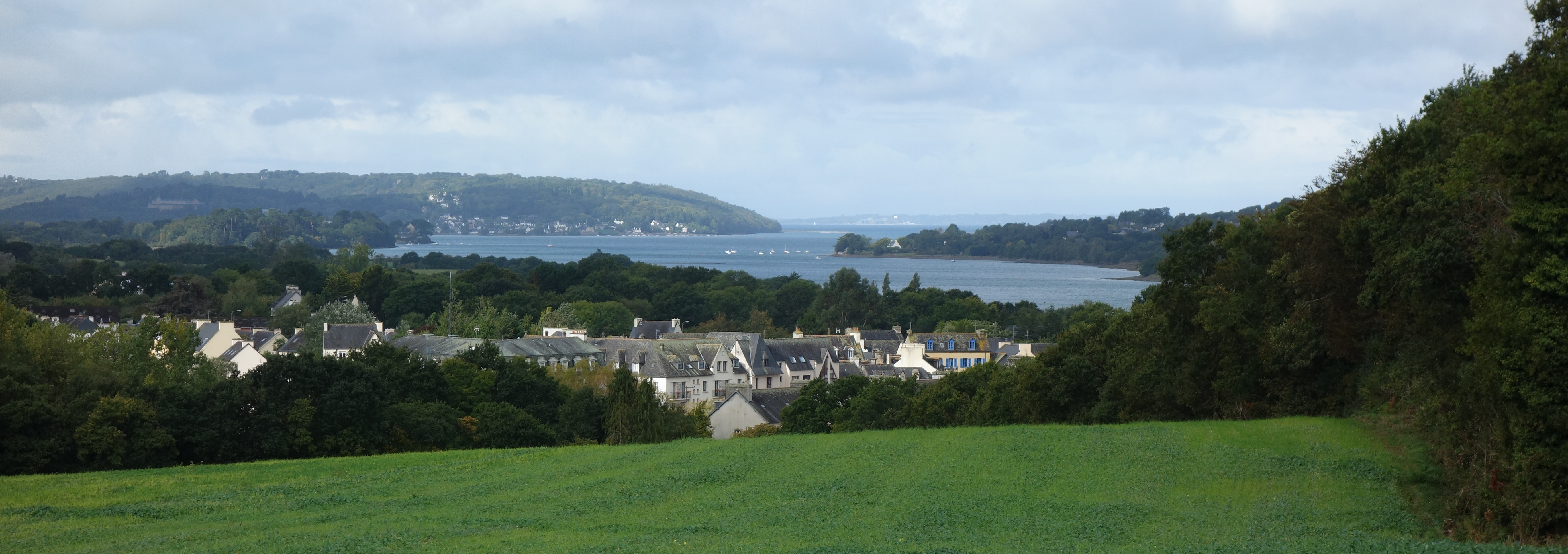
Le Faou : vue de la ria du Faou du haut de la première motte féodale à 54 m d'altitude

### La forêt du Cranou
La forêt du Cranou est en majeure partie sur le territoire communal d'Hanvec mais une partie se trouve sur le territoire de l'ancienne commune de Rumengol, désormais annexée par Le Faou (elle est située à 8 km à l'est du bourg du Faou).

### Un port longtemps actif

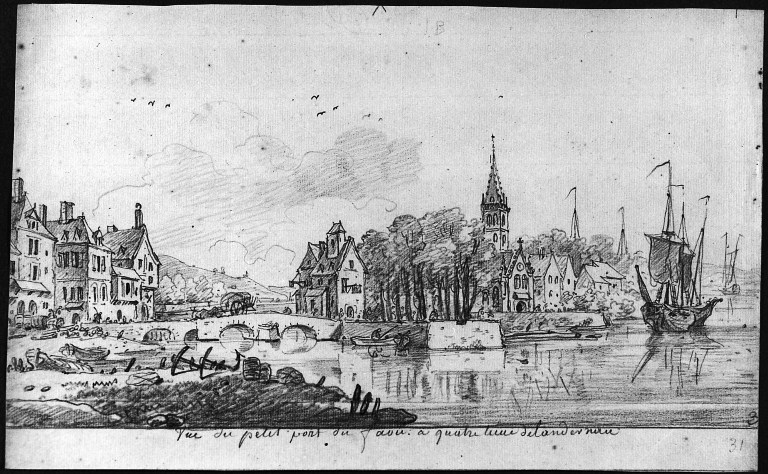
Le port du Faou en 1776 (dessin de Louis-François Cassas).

Longtemps, l'incommodité des transports terrestres témoigne de leur caractère secondaire au regard du dynamisme des voies navigables. Bénéficiant de la création de l'arsenal de Brest, Le Faou a longtemps assuré notamment le trafic du bois de la forêt de Cranou (située dans le prolongement des monts d'Arrée à Hanvec) vers les chantiers navals de Brest du XVIIe siècle à la fin du XIXe siècle. Impliqué dans toutes les activités qui animent la rade, le port accueille aussi les bateaux qui naviguent sur l'Aulne et rejoignent le canal de Nantes à Brest.
Armand du Châtellier écrit, évoquant le XVIIe siècle : « Il y a une belle forêt d'arbres de haute futaie qui descend jusqu'à la mer, et il y a au Faou, sur la rivière qui coule au pied de l'abbaye, des marchands de bois ». Le transport du bois de chêne et surtout de hêtre (ar faou en breton), provenant de la forêt du Cranou, constitua longtemps l'essentiel du trafic. La « légende des Sept-Saints » donne une explication mythique à la qualité et à l'abondance du bois d'œuvre de la forêt du Cranou.
Une cale-embarcadère fut construite en 1835 (quai de l'ouest) et un autre quai en 1840 (quai de Quélern, du nom de son constructeur) ; ce dernier fut prolongé jusqu'au pont en 1878-1879.
Havre tranquille et protégé au fond d'une des nombreuses rias de la rade de Brest où se déverse la rivière du Faou, Le Faou s'est développé en tant que lieu d'échange. Le faible tirant d'eau pouvant remonter la ria (3,50 mètres maximum), uniquement à marée haute, a toutefois limité le trafic par le passé et explique que le port soit en désuétude désormais. Le port est ainsi décrit en 1890 : « Le port, qui se trouve à trois kilomètres de la mer, peut recevoir des navires calant 4 mètres de profondeur d'eau. L'échouage a lieu sur un fond de vase, et les embarcations sont exposées à un fort clapotis par les vents d'ouest. (…) Exportations : ardoises, beurre, bestiaux, grains, chanvre, lin, volailles, etc. (…) Les 41 navires (510 tonnes) du port sont affectés, 40 à la petite pêche, 1 (89 tonnes) au cabotage. » À la fin du XIXe siècle, Le Faou est le 2e port de la rade de Brest, après Brest bien sûr, possédant même des chantiers navals.
B. Girard décrit ainsi le port en 1883 :

« Le Faou a un port d'échouage qui donne lieu à un trafic maritime relativement important. (...) Il a environ 600 m de longueur, sur une largeur moyenne de 80 m, et est pourvu de quais. Voici quels ont été, en 1883, les mouvements de ce port. Entrées : 214 navires, dont 3 provenant de l'étranger et 211 de divers ports français ; tonnages : 4 085 tonneaux ; équipages : 615 hommes. Les trois navires susdits ont importé de l'étranger 215 tonneaux de houille, etc. ; les 211 autres, parmi lesquels figurent 49 navires au lest, ce qui réduit à 162 le nombre de ceux chargés, ont importé 1 981 tonneaux de marchandises diverses, provenant notamment des ports de Dunkerque, Brest et Loix-en-Ré. »

Malgré la situation en fond de rade de Brest, les parages et les accès au port du Faou sont dangereux si l'on en croit la fréquence des naufrages ; pour la seule période allant de 1890 à 1910, quatre au moins sont recensés. Le 20 décembre 1893, la chaloupe Bonne Espérance sombre en baie de Daoulas (l'équipage est sauvé). Le 15 juin 1896 la Marianne, qui draguait du sable près du fort du Minou est englouti par une lame de fond (le patron Le Lann est noyé, les quatre hommes d'équipage sont sauvés) et le 26 août 1896, un bateau du Faou, La Jeanne sombre en mer. En février 1907, l'abbé Roy, curé du Faou, meurt noyé lors du chavirage d'un canot à voiles pris dans une tempête dans la rivière du Faou (les matelots et les trois jeunes prêtres qui l'accompagnaient sont sauvés). En mai 1910 un canot à vapeur, l'Express, venant de Brest et transportant sept voyageurs dont le commandant Pignault, qui commandait la place forte de Brest, se rendant au pardon de Rumengol chavira à l'entrée de la rivière du Faou, précipitant les voyageurs à la mer, mais tous furent sauvés.
Au début du XXe siècle, le port du Faou était encore actif : « L'essentiel du trafic était assuré par le commerce du bois de feu et de construction, par le sable d'amendement et par diverses marchandises : vin, conserves, grain, pierres de taille, ardoises, etc. Pour assurer ce trafic le port était fréquenté par une cinquantaine de sloops de la rade (caboteurs) et par les bagou-minou, chaloupes sablières. (…) Une grande activité régnait sur les quais : des diables tirés par deux chevaux amenaient les grumes de la forêt du Cranou, des poteaux de mines de même provenance étaient expédiés au pays de Galles. Plus de la moitié des bateaux étaient la propriété de leur patron, les autres appartiennent à des armateurs ou à des négociants. »

### Hydrographie
Pour un article plus général, voir Réseau hydrographique du Finistère.
La commune est située dans le bassin Loire-Bretagne. Elle est drainée par le Faou et divers autres petits cours d'eau,.
La « Rivière du Faou » (ou Ster Goz) est un petit fleuve côtier (nommé le Coatalan dans sa partie amont) qui prend sa source près du hameau de Labou en Quimerc'h, traverse la forêt du Cranou et se jette dans la rade de Brest par une ria de 500 à 1 000 mètres de large. Sa longueur est d'environ 18 kilomètres. . À marée basse, on peut la considérer comme un affluent de l'Aulne, ce qu'elle fut par le passé en permanence lorsque le niveau de la mer était plus bas de plusieurs dizaines de mètres lors des dernières grandes glaciations quaternaires de Riss et de Würm.
« Rien de ce qu'on croit trouver en Bretagne (…). Ni rochers, ni vue grandiose de l'océan. Un port à l'embouchure d'une calme rivière, un coin tout à fait ignoré » : c'est ainsi que Le Faou est décrit en 1922.
Philippe Le Guillou décrit ainsi les marées au Faou : la mer « ne bouge vraiment que les jours de tempête (...). Elle monte, elle descend, au moment de l'équinoxe et de ce qu'on appelle d'un mot magique les grandes marées, elle inonde l'esplanade du quai trop rectiligne construit au siècle dernier ; le port, aujourd'hui déserté, délimité par la terrasse bombée de l'église, ledit quai et le pont plutôt bas sous lequel passe la rivière du Faou, se vide ou se remplit, c'est tantôt un champ de vase travaillé de replis et de rigoles tantôt un plan d'eau lisse et calme ».

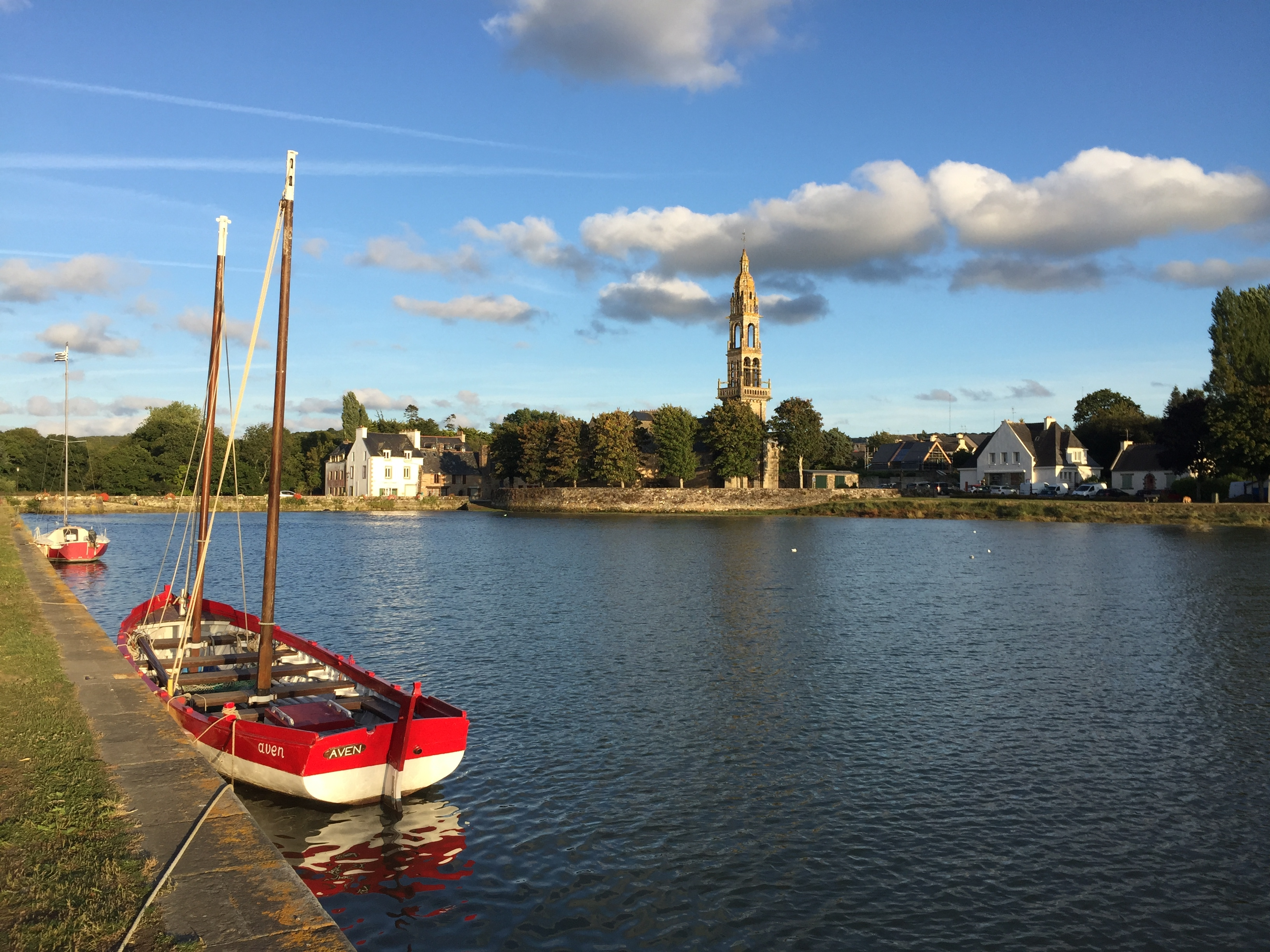
Le bateau d'intérêt patrimonial "L'aven" face à l'église Saint Sauveur lors d'une grande marée
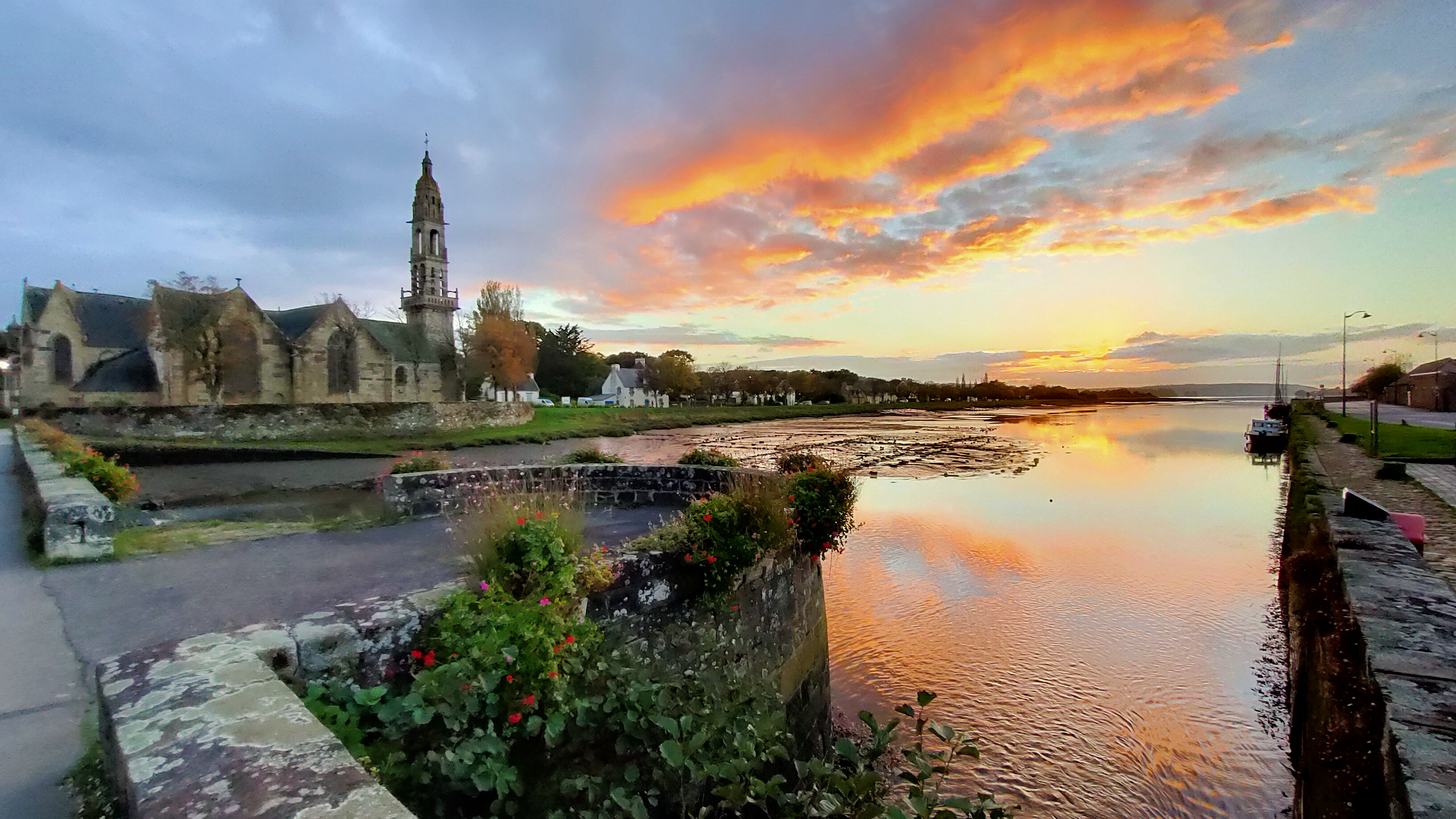
Un point de vue incontournable depuis le pont sur le coucher de soleil sur le port
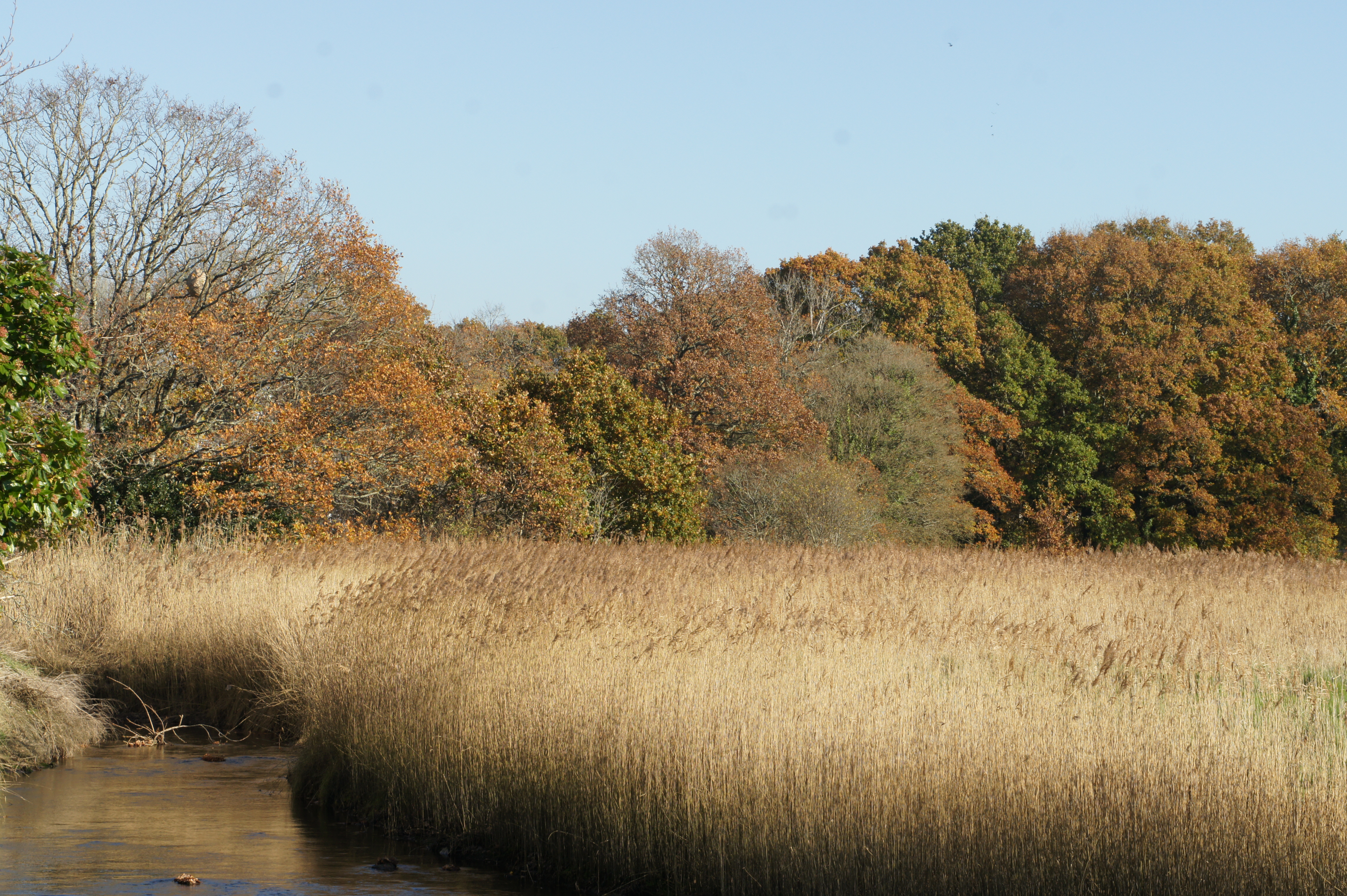
La zone humide en amont du pont sur le Ster Goz (vieille rivière en breton)
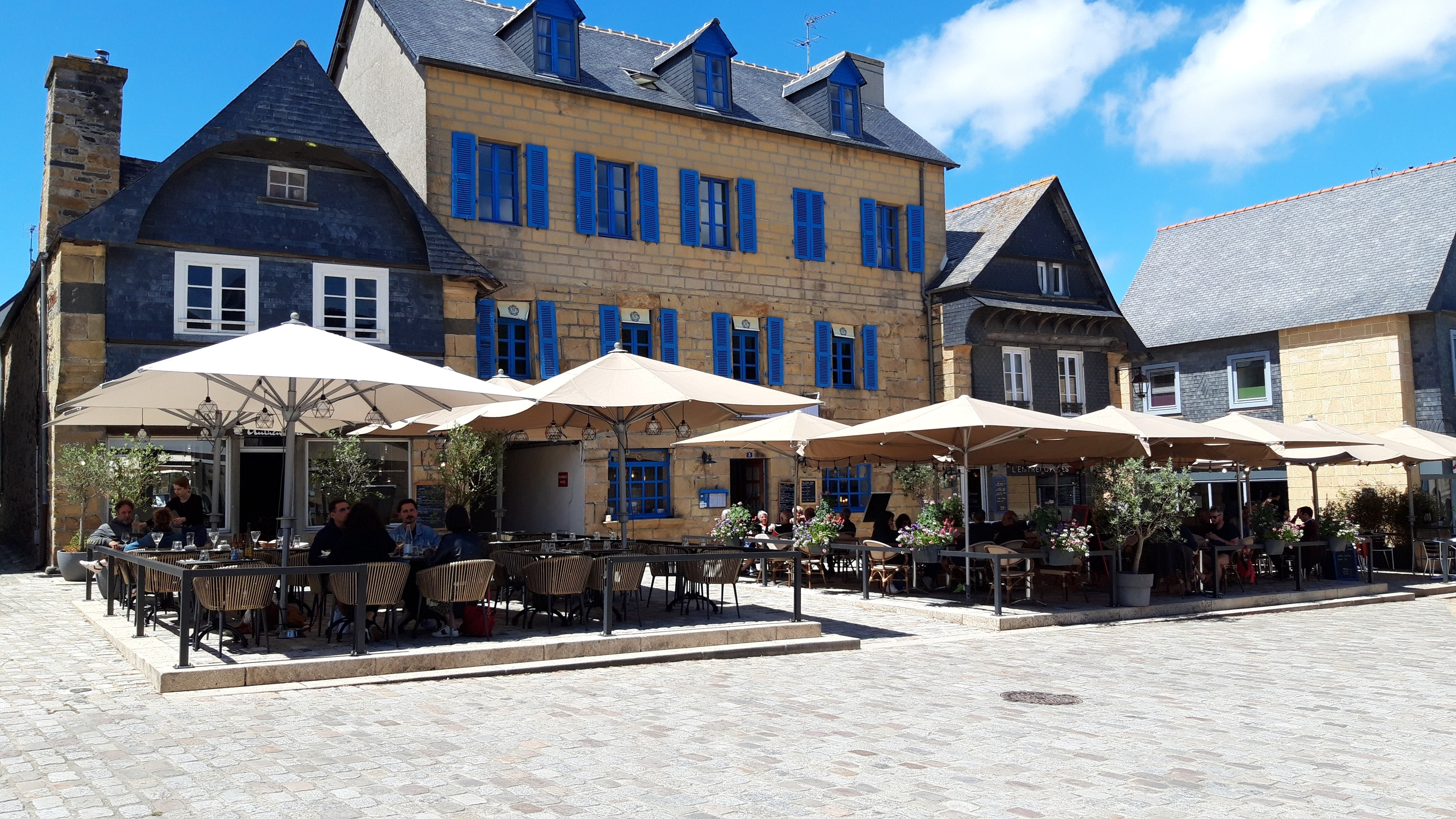
Les terrasses des restaurants, places des Résistants et Fusillés

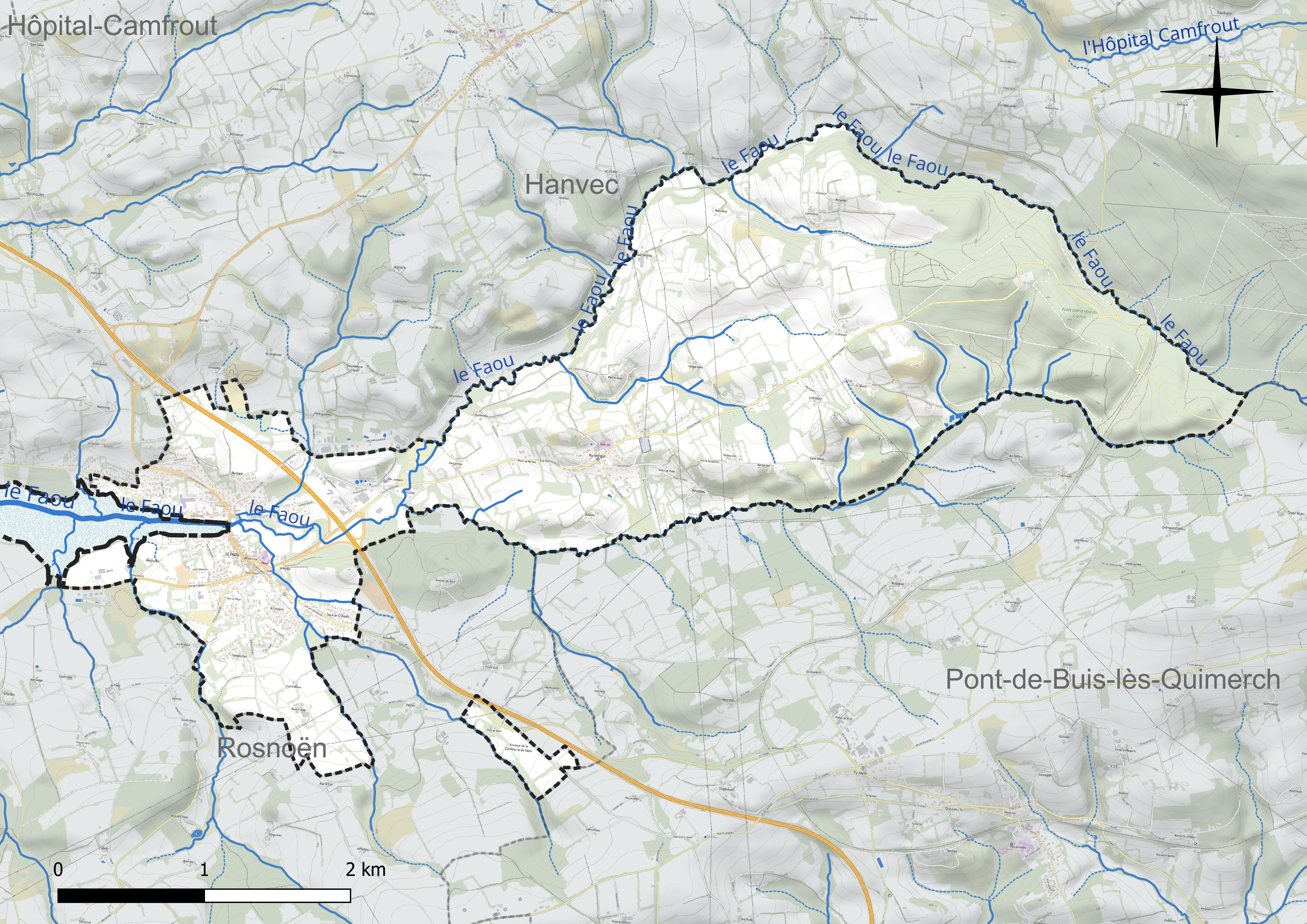
Réseau hydrographique du Faou.

### Climat
Pour des articles plus généraux, voir Climat de la Bretagne et Climat du Finistère.
En 2010, le climat de la commune est de type climat océanique franc, selon une étude du CNRS s'appuyant sur une série de données couvrant la période 1971-2000. En 2020, Météo-France publie une typologie des climats de la France métropolitaine dans laquelle la commune est exposée à un climat océanique et est dans la région climatique  Finistère nord, caractérisée par une pluviométrie élevée, des températures douces en hiver (6 °C), fraîches en été et des vents forts. Parallèlement l'observatoire de l'environnement en Bretagne publie en 2020 un zonage climatique de la région Bretagne, s'appuyant sur des données de Météo-France de 2009. La commune est, selon ce zonage, dans la zone « Monts d'Arrée », avec des hivers froids, peu de chaleurs et de fortes pluies.
Pour la période 1971-2000, la température annuelle moyenne est de 11,6 °C, avec  une amplitude thermique annuelle de 10 °C. Le cumul annuel moyen de précipitations est de 969 mm, avec 15,4 jours de précipitations en janvier et 7,2 jours en juillet. Pour la période 1991-2020, la température moyenne annuelle observée sur la station météorologique la plus proche, située sur la commune de Saint-Ségal à 11 km à vol d'oiseau, est de 11,8 °C et le cumul annuel moyen de précipitations est de 1 126,1 mm,. Pour l'avenir, les paramètres climatiques de la commune estimés pour 2050 selon différents scénarios d'émission de gaz à effet de serre sont consultables sur un site dédié publié par Météo-France en novembre 2022.

## Urbanisme

### Typologie
Au 1er janvier 2024, Le Faou est catégorisée bourg rural, selon la nouvelle grille communale de densité à 7 niveaux définie par l'Insee en 2022.
Elle est située hors unité urbaine. Par ailleurs la commune fait partie de l'aire d'attraction de Brest, dont elle est une commune de la couronne,. Cette aire, qui regroupe 68 communes, est catégorisée dans les aires de 200 000 à moins de 700 000 habitants,.
La commune, bordée par la mer d'Iroise, est également une commune littorale au sens de la loi du 3 janvier 1986, dite loi littoral. Des dispositions spécifiques d'urbanisme s'y appliquent dès lors afin de préserver les espaces naturels, les sites, les paysages et l'équilibre écologique du littoral, tel le principe d'inconstructibilité, en dehors des espaces urbanisés, sur la bande littorale des 100 mètres, ou plus si le plan local d'urbanisme le prévoit.

### Occupation des sols
L'occupation des sols de la commune, telle qu'elle ressort de la base de données européenne d'occupation biophysique des sols Corine Land Cover (CLC), est marquée par l'importance des territoires agricoles (61,2 % en 2018), une proportion sensiblement équivalente à celle de 1990 (61 %). La répartition détaillée en 2018 est la suivante :
zones agricoles hétérogènes (33,2 %), forêts (28,1 %), prairies (23,9 %), zones urbanisées (8,3 %), terres arables (4 %), zones industrielles ou commerciales et réseaux de communication (2,4 %), zones humides côtières (0,2 %). L'évolution de l'occupation des sols de la commune et de ses infrastructures peut être observée sur les différentes représentations cartographiques du territoire : la carte de Cassini (XVIIIe siècle), la carte d'état-major (1820-1866) et les cartes ou photos aériennes de l'IGN pour la période actuelle (1950 à aujourd'hui).

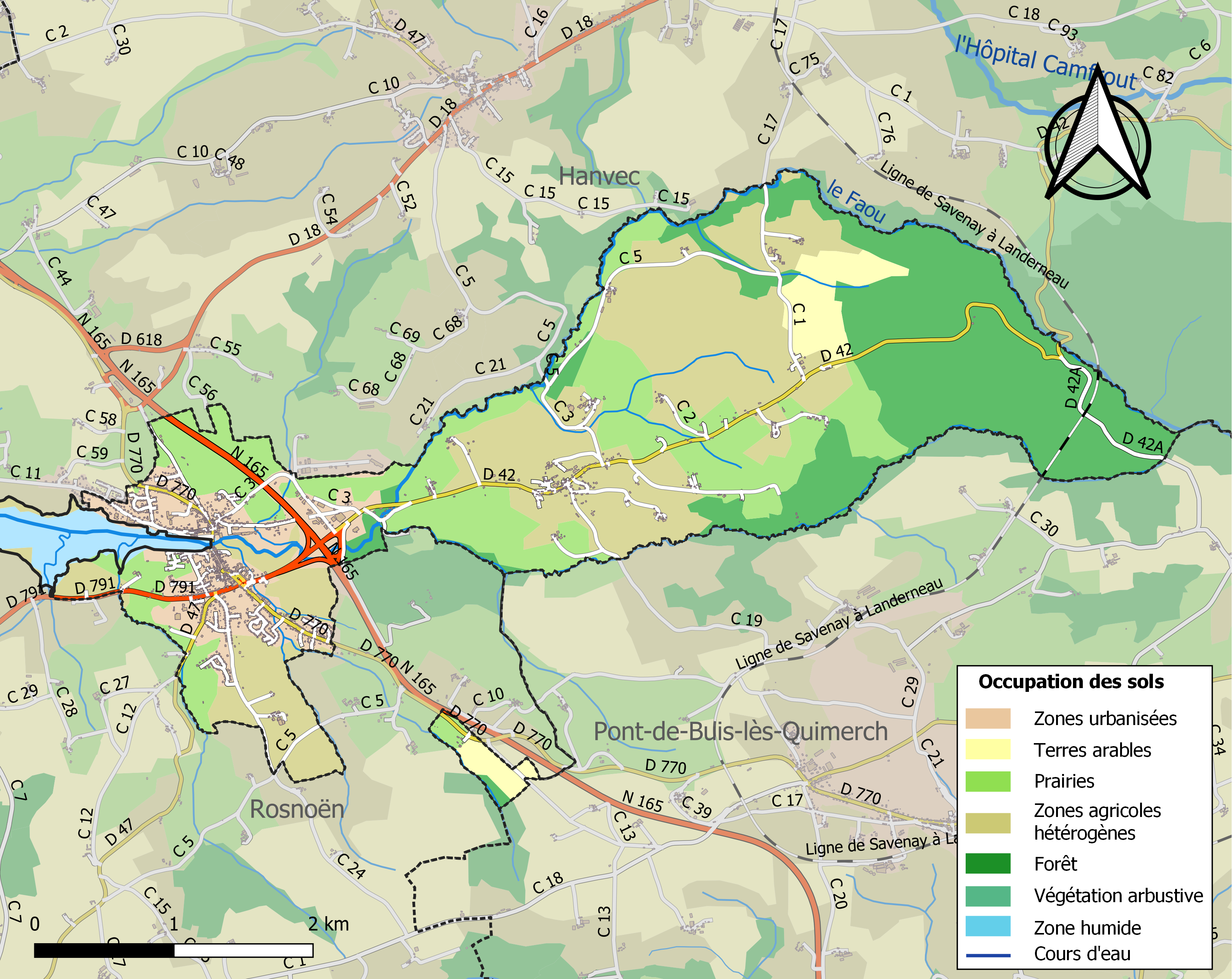
Carte des infrastructures et de l'occupation des sols de la commune en 2018 (CLC).

### Rumengol, ancienne paroisse et ancienne commune
Rumengol est un hameau situé à 2 km environ du bourg du Faou et qui dépend de cette commune depuis 1970, célèbre pour son église Notre-Dame-de-Rumengol et son pardon.

## Toponymie
Le nom de la localité est attesté sous les formes Le Fou en 1173, Fagus en 1225.
Il procède du mot latin fagus (hêtre) passé en breton sous la forme fao.
En français, ce nom se prononce le fou [lə fu] : le mot « faou » est en effet prononcé fou pour tous les noms de lieux (Le Faou, Châteauneuf-du-Faou, Plonévez-du-Faou, rivière du Faou) et fa-ou [fau] pour tous les noms de personnes, assez répandus dans la région, (Faou, Le Faou).

## Histoire

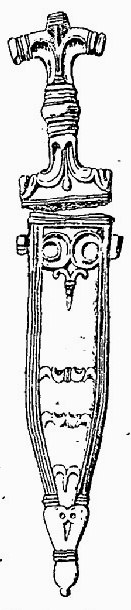
Le poignard du Faou.

### Antiquité
Un poignard « lame et soie en fer, fourreau et poignée en bronze, ornementés en fort relief » a été trouvé près du Faou. Il se trouve au Musée d'Archéologie nationale à Saint-Germain-en-Laye. Attribué dans un premier temps aux Romains, il s'agit probablement d'un poignard celte breton.

### Moyen Âge

#### Saint Guénolé et ses disciples dont saint Jaoua
Selon le cartulaire de Landévennec, vers 490, saint Guénolé semble avoir débarqué avec ses disciples près de Landévennec pour y fonder une abbaye. Il aurait, selon la légende, d'abord vécu dans l'île de Tibidy. Par la suite certains de ses compagnons comme saint Ethbin, saint Balay (ou Walay) et saint Martin (à ne pas confondre avec Martin de Tours) se retirèrent avec sa permission « pour vivre en solitude à Ploërmellac près du Faou et qu'avant leur procession ils étaient seigneurs de Rosmeur et de Rosmadeuc ».
La légende dit qu'un seigneur du Faou, encore païen, avait commis un double crime dans l'église de Daoulas :

« Ayant appris que les supérieurs des monastères de Cornouaille s'étaient réunis non loin de ses terres pour conférer ensemble, ce seigneur (...) se fit accompagner d'une partie de ses sujets et enfonça les portes de l'église où se trouvaient les ennemis de la fausse religion. Saint Tadec (ou saint Tudec) fut massacré à l'autel ; saint Judulus eut la tête tranchée au moment où il s'enfuyait vers Landévennec. Cependant Dieu vengea ses serviteurs. Un dragon horrible ravagea le bourg du Faou et ses environs, le seigneur devint la proie du malin esprit, et il fallut toute la puissance de saint Pol, évêque de Léon, pour vaincre le monstre et guérir le meurtrier. Celui-ci, devenu chrétien, en réparation de son crime fonda le monastère de Daoulas, ou des deux plaies, des deux douleurs, au lieu même où saint Judulus avait été assassiné par lui. »

« Dieu, dit la vieille chronique, ne tarda pas à punir ce chef sacrilège qui fut bientôt après possédé du démon, au point que ses serviteurs furent obligés de le lier. De plus un horrible dragon sortit de la mer et vint ravager ses domaines, dévorant hommes et bestiaux. Les principaux habitants reconnurent dans ces évènements l'effet de la vengeance divine et députèrent vers saint Pol pour le prier de faire cesser ces fléaux. Le saint prélat, touché du sort de ces païens, se rendit au Faou, où son neveu Jaoua vint le trouver. Là, il ordonna au dragon de comparaître devant lui sans faire de mal à personne. Le monstre obéit : saint Pol lui passa une étole autour du col et l'attache après son bourdon qu'il avait planté en terre. Le dragon demeura dans cette situation aussi paisiblement que si c'eût été un animal domestique. Frappés de ce miracle, tous les habitants du pays demandèrent le baptême et se convertirent à la foi chrétienne. Le seigneur du Faou(...), en expiation des meurtres de saint Judulus et saint Tadec fonda l'abbaye de Daoulas (...). Saint Jaoua fut nommé premier abbé de ce monastère. »

#### Le haut Moyen Âge
La région de Daoulas - Le Faou - Châteauneuf-du-Faou formait le pagus en Fou, un pays historique, c'est-à-dire un pagus ; c'était une subdivision administrative de la Cornouaille.
« La ville du Faou n'a jamais été murée, mais elle avait un château très fort, dont il reste une portion de tour croulante, entourée de douves à demi comblées »

#### Lepagusdu Faou
Le pagus (pays) du Faou, cité pour les premières fois dans des actes du cartulaire de Landévennec (vers 1050) ou encore dans la charte de fondation de l'Abbaye Notre-Dame de Daoulas en 1173, sous le nom de Fou, Pou ou Fago, trouverait son origine dans un démembrement du pagus antérieur plus vaste du Poher. Ce « pays du Faou » s'étendait de la rade de Brest aux monts d'Arrée, ce qui explique que le toponyme se retrouve dans le Finistère intérieur associé au nom de deux localités : Plonévez-du-Faou et Châteauneuf-du-Faou. Les limites de ce pagus, qui dépendait du comté de Cornouaille, restent floues, en particulier vers le nord et l'est : si, selon le cartulaire de Landévennec, Irvillac en faisait certainement partie, on ignore ce qu'il en était précisément pour des localités comme Plougastel, La Martyre, Sizun ou Ploudiry par exemple, un dicton en langue bretonne (« Etre ar Faou ha Landerne n'emaoc'h nag e Leon nag e Kerne ») disant d'ailleurs qu'entre Le Faou et Landerneau, vous n'êtes ni en Léon, ni en Cornouaille.

#### Les vicomtes du Faou

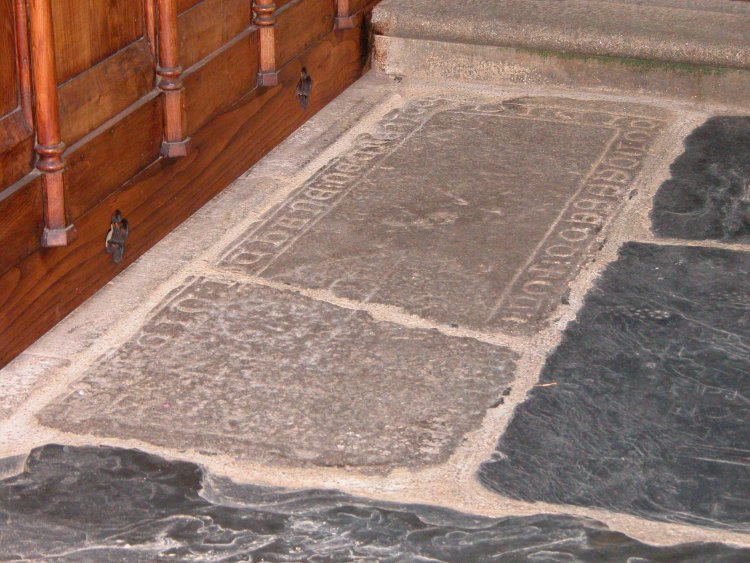
La tombe de Jothane de Trésiguidy, vicomtesse du Faou (1324, chapelle Notre-Dame de Châteaulin).

La vicomté du Faou s'étendait depuis la mer jusqu'aux portes de Carhaix-Plouguer et était l'une des plus puissantes seigneuries de Cornouaille.
C'est en 1047, dans un acte du cartulaire de Redon, qu'est mentionné pour la première fois un seigneur du Faou, assimilé par certains historiens à Morvan, vicomte du Faou, qui aurait vécu au XIe siècle et qui a aussi donné son nom à Roc'h Morvan (Rupe Morvan dans un texte de 1263), devenu par la suite La Roche-Maurice
Le premier vicomte du Faou ayant une date certaine était en guerre en 1163 avec son voisin, le vicomte de Léon. Vers 1180, Morvan, vicomte du Faou figure comme témoin dans des accords entre l'évêque de Quimperet la comtesse Constance. En 1203, Soudan, vicomte du Faou, assiste à la réunion des seigneurs bretons assemblés à Vannes après l'assassinat du duc Arthur; en 1218, Morvan vicomte du Faou part pour la croisade; en 1364, Guy vicomte du Faou fut fait prisonnier à la bataille d'Auray en 1364 alors qu'il combattait sous la bannière de Charles de Blois; Jehan du Faou, combattit dans les rangs de l'armée du duc de Bretagne en 1393 et pris part à la croisade contre les Turcs en 1396 et il fut fait prisonnier à Nicopolis, avant d'être relâché et de décéder à Avignon en 1397. Son frère cadet, Even, lui succéda, mais il décède en 1405 devant la ville de Yarmouth alors qu'il participe à une expédition menée par Guillaume du Chastel.
La maison du Faou semble s'être éteinte vers le seizième siècle ; depuis cette époque, l'histoire est-elle muette sur les membres de cette maison qui tomba probablement en quenouille.

La branche aînée se fondit dans la Famille du Quélennec par le mariage en 1371 de Typhaine du Fou avec Jehan du Quélennec qui après la mort de son beau-frère Even vicomte du Faou, devint à son tour vicomte du Faou et un des plus grands seigneurs de Bretagne. La vicomté du Faou passa ensuite successivement aux Beaumanoir (1572), aux Guemadeuc, aux Vignerot (1626), aux Rohan-Chabot (1736) et aux Magon de la Gervaisais (1762) pour qui elle fut érigée en marquisat en 1768.
Les vicomtes du Faou portaient d'azur au léopard d'or à partir du XIIIe siècle ; la combinaison or et azur étant le marqueur ducal de la Maison de Dreux. Avant cette époque, ils portaient de gueules au léopard d'or ; le léopard étant quant à lui le marqueur des Plantagenêt. Avant le XIIe siècle, ils portaient une combinaison or et gueules, combinaison typique de la Cornouaille.
Pol Potier de Courcy écrit que la famille du Parc, du pays de Dinan est un ramage du Faou et E. Le Gal de kerlinou indique « Ramage du Faou » pour la famille du Fou dans le Bulletin mensuel de la société polymathique du Morbihan.
René Kerviler écrit qu'il ne faut pas confondre la famille des vicomtes du Faou avec la famille du Fou, originaire de la paroisse de Mûr-de-Bretagne.

#### Les Hospitaliers
La maison située 2, rue de Rosnoën appartint aux Hospitaliers de l'ordre de Saint-Jean de Jérusalem et fut un temps fin XIIe siècle une aumônerie.

### Époque moderne

#### Les guerres de la Ligue
En octobre 1595, une troupe d'Anglais ravage la région. « Il y a eu toujours grand nombre de soldats, comme à Craouzon [Crozon], Douarnenez ou Le Faou, qui ordinairement viennent à l'abbaye [de Landévennec], ravagent et pillent tout ce qui s'y trouve, comme ils le font dans le plat pays, de façon que tout le canton est dénué des hommes qui y demeurent obstant la cruauté et tyrannie des gens de guerre, tellement que le cartier [quartier] est demeuré en friche sans estre semé, travaillé ny labouré».
Pendant les guerres de la Ligue (1562-1598), Anne de Sanzay, comte de la Magnane, connu pour être « un bon voleur tant sur mer que sur terre » et qui était du parti de la Ligue, « profitant de la licence des guerres civiles pour exercer toutes sortes de brigandages », « pille Le Faou, bat les habitants des communes voisines, indignés de ses excès et leur tue plusieurs centaines d'hommes ». Il en tua même entre 1 400 et 1 500 en deux combats si l'on en croit Eugène Bonnemère. Il soumit aussi la ville du Faou à rançon.
Le chanoine Jean Moreau raconte les exactions commises ensuite par Anne de Sanzay, par exemple cet épisode daté de novembre 1593 :

« (...). Anne de Sanzay, comte de la Magnane, lors marié à la dame de Penmarc'h en Léon, tenant le parti de l'union dite catholique, sous l'autorité du duc de Mercœur. Ayant quelques troupes de gens ramassés, arrive de nuit de devers Morlaix en la ville du Faou, qu'il prend et pille et y prit des prisonniers, et se tint là quatre à cinq jours attendant de trouver les moyens de passer la rivière de Châteaulin pour entrer en la juridiction de Quimper, où il savait le pillage être bon. »

#### LeXVIIesiècle

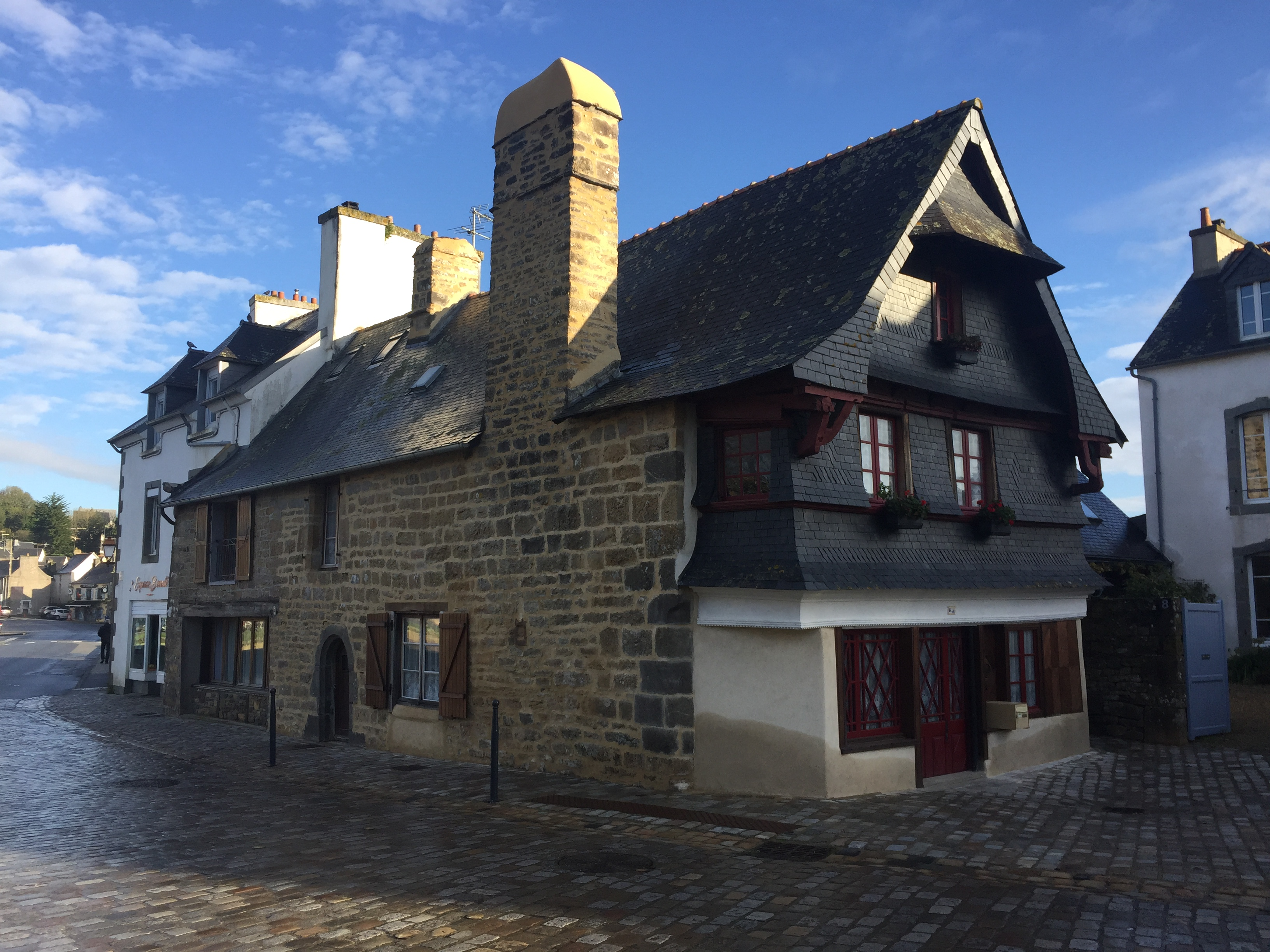
Le Faou : maison ancienne à pan de bois couvert d'ardoise, près du pont.

Au XVIIe siècle, les terres de la vicomté du Faou appartiennent à Armand-Jean de Vignerot du Plessis, duc de Richelieu avant de passer à la famille de Rohan.
Gaspard Carmel, d'origine bretonne et neveu par alliance d'un prédicateur de la Réforme protestante dénommé Guillaume Farel, aurait prêché en breton en faveur de la religion réformée au Faou au XVIIe siècle.
Dans l'église paroissiale du Faou, construite en 1640, existe une porte (désormais murée) qui était réservée aux cacous (groupes d'habitants exerçant le métier de tonneliers ou de cordiers, considérés comme des descendants de lépreux). Le clocher de l'église paroissiale est construit en quatre campagnes de travaux échelonnées de 1628 à 1647.
Anthyme-Denis Cohon, célèbre représentant de l'éloquence religieuse, émule de Michel Le Nobletz, devenu un temps évêque de Léon, aurait évangélisé Le Faou ainsi que d'autres villes avoisinantes (Landerneau, Quimper) et les îles (Sein, Ouessant, Batz) dans le deuxième quart du XVIIe siècle, inventant cantiques nouveaux et peintures symboliques (taolennou) pour toucher le cœur des fidèles. Pierre Tourmel, surnommé le « Cicéron breton », disciple de Julien Maunoir, curé de Guitelmezeau (Ploudalmézeau), prêcha aussi une mission au Faou dans les dernières années du XVIIe siècle.
Des habitants du Faou ont participé à la Révolte des Bonnets rouges en 1675 et trois d'entre eux furent même exclus de l'amnistie de 1676.
En 1686 l'ambassade du roi de Siam débarquée à Brest passa par Le Faou puis Châteaulin pour se rendre à la cour de Versailles rencontrer le roi Louis XIV. Bernard Roy écrit : « Cahin-caha, le convoi bigarré serpente à travers la Bretagne. Les bonnes gens, dans les champs, n'ont jamais salué par-dessus les haies pareille procession, et la rumeur d'étonnement court de bourg en bourg, devançant les pelotons de cavaliers et les litières poussiéreuses ».
Un établissement des religieuses Ursulines exista un temps à la fin du XVIIe siècle, fondé vers 1672, mais il fut supprimé dès 1690.

#### LeXVIIIesiècle

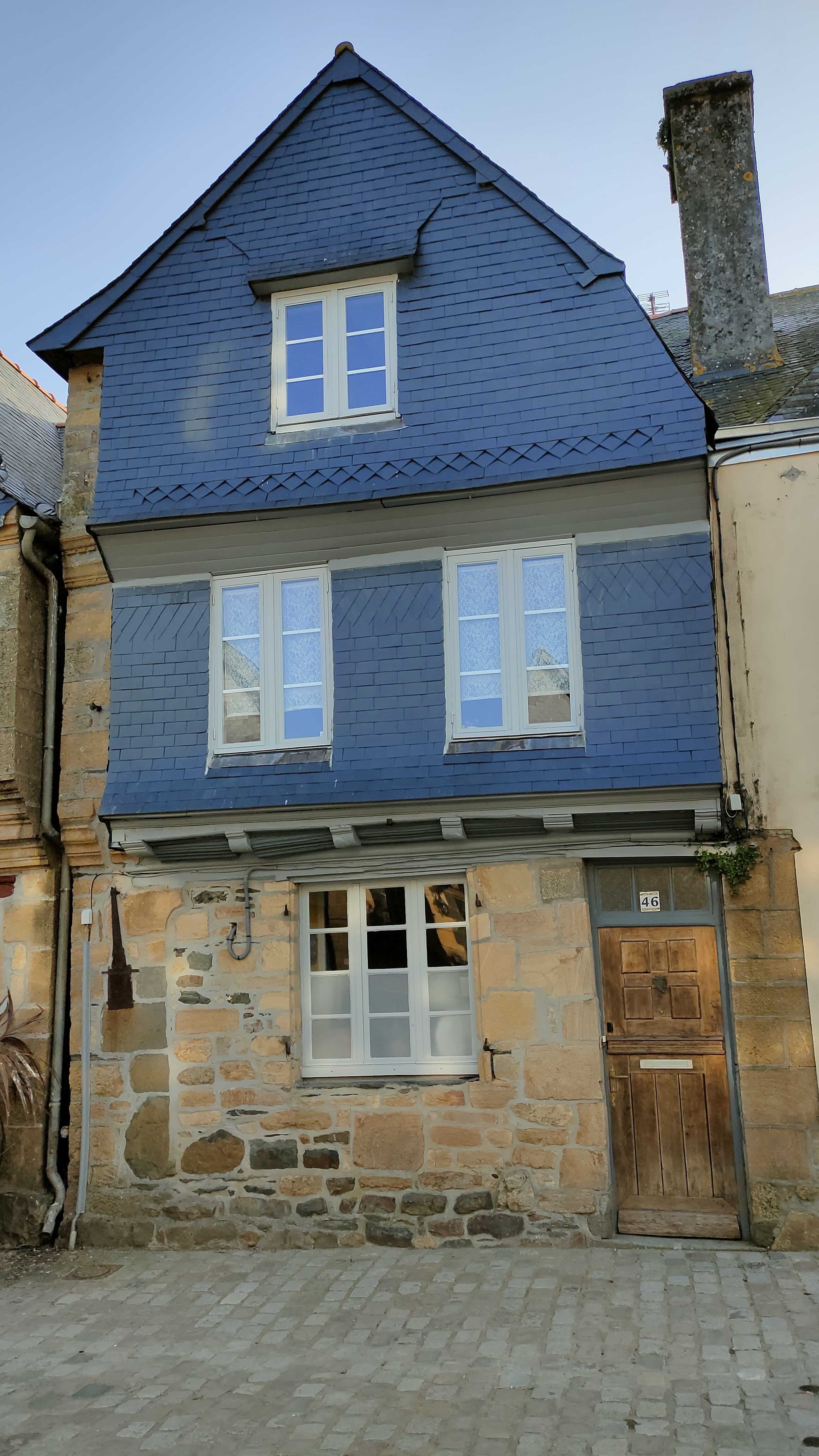
Un des nombreuses maisons anciennes et inscrites aux Monuments Historiques du Faou, à pans de bois avec essentage d'ardoises

En 1715, le port du Faou exporte 100 tonneaux de blé et 100 tonneaux de seigle.
En 1756, au décès de Louis Auguste de Rohan-Chabot (1722-1753) (un des fils de Louis II de Rohan-Chabot), mort sans descendance, les terres et seigneuries du Faou, de la Villeneuve, de la châtellenie d'Irvillac et Logonna, correspondant aux paroisses de Rosnoën, Hanvec, Guimerch [Quimerc'h], Lopérec, revinrent aux familles de Châtillon, d'Enrichemont, de Broglie et de Pouyanne et louées pour quelques années au sieur du Pontois, puis à Joseph Le Roy, greffier de la cour royale de Lesneven et de la principauté de Landerneau. En 1762, ces terres sont vendues à Messire Nicolas Magon de La Gervaisais, seigneur de la Gervaisais et de la Gicquelaye, lieutenant général des armées du roi entre 1761 et 1765. C'est alors qu'elles portèrent le nom de « marquisat de la Gervaisais et du Faou ».
En 1759, une ordonnance de Louis XV ordonne à la paroisse du Faou de fournir 9 hommes et de payer 59 livres pour « la dépense annuelle de la garde-côte de Bretagne ».

### Révolution française
En mai 1790, les citoyens de la ville du Faou « adressent à l'Assemblée nationale une offrande patriotique que ses trésoriers ont reçue le 27 avril dernier, consistant en dix-sept marcs quatre gros et demi d'argent, deux gros d'or, une paire de boucles d'oreilles, une paire de bracelets, un mouvement de montre et trois livres 12 sols en argent ».
Louis-Alexandre Expilly, premier évêque constitutionnel du Finistère, fit donner fin 1791 une grande fête patriotique au Faou.
En 1793, Le Faou est la plus petite des communes du département à être pourvue de deux études de notaires.

### XIXesiècle
Le Chevalier de Fréminville écrit en 1844 que l'on remarquait naguère au Faou « beaucoup d'anciennes maisons bâties en colombage, avec des corniches de bois chargées de sculptures grotesques, bizarres et même souvent obscènes. La plupart ont été abattues.

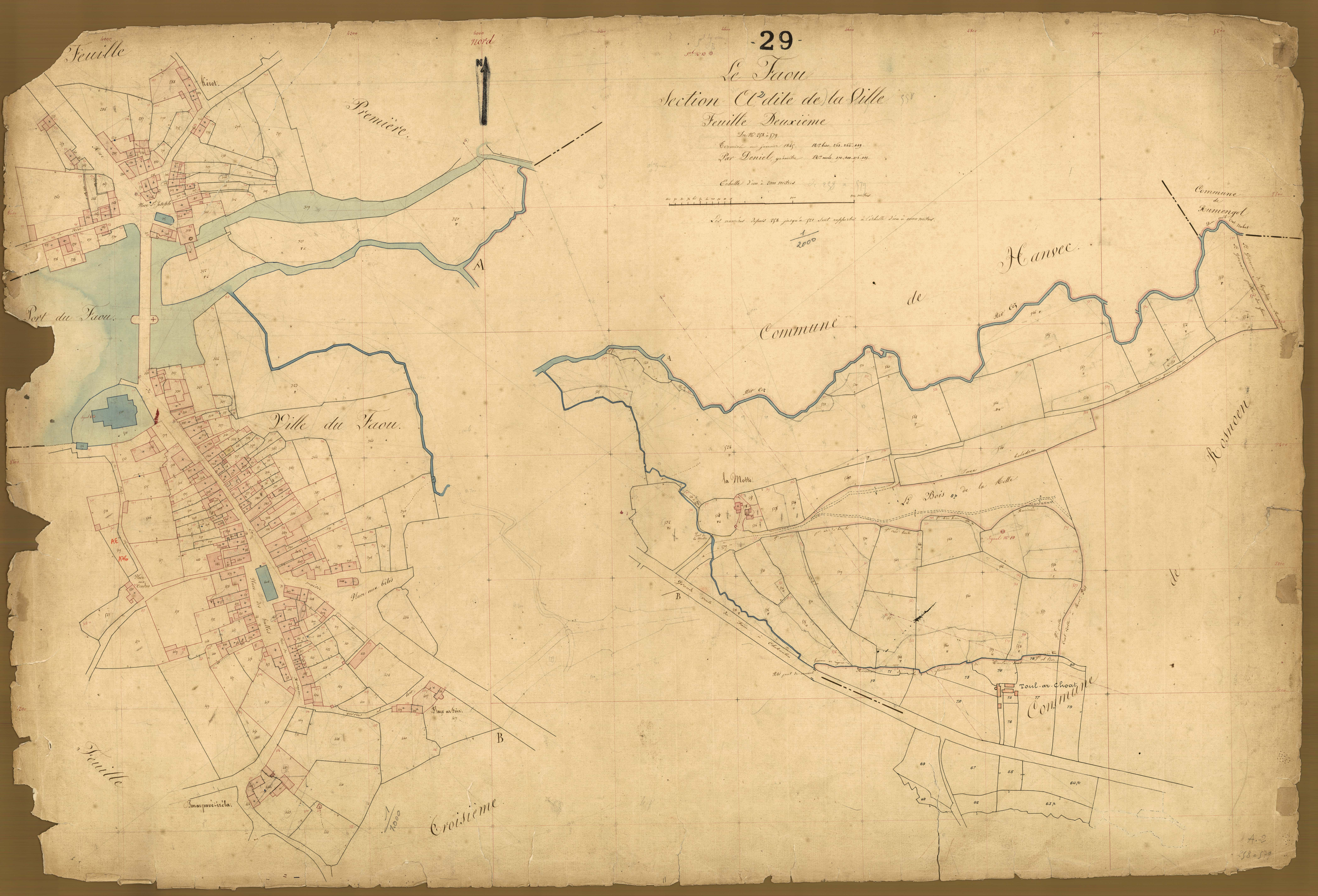
Carte du Faou en 1845. Avant l'agrandissement du port, et la visite de Napoléon III (élargissement de la rue principale).

#### Les épidémies
En 1741, une épidémie de dysenterie fait des ravages dans toute la Bretagne. Le subdélégué du Faou écrit que « la maladie se fait sentir en plusieurs paroisses et qu'il est mort à Crozon seul plus de 420 personnes et 150 au moins au Faou » ; en 1758 une nouvelle flambée épidémique se répand dans la subdélégation du Faou, particulièrement à Plonévez-Porzay, Plomodiern, Ploéven.
Deux épidémies de choléra font quinze morts au Faou en 1850 et 31 en 1855-1856. Lors de cette dernière épidémie, Le Faou est la quatrième commune du Finistère par le nombre de morts dus à l'épidémie derrière Brest (715 morts), Moëlan (83 morts) et Le Guilvinec (52 morts).

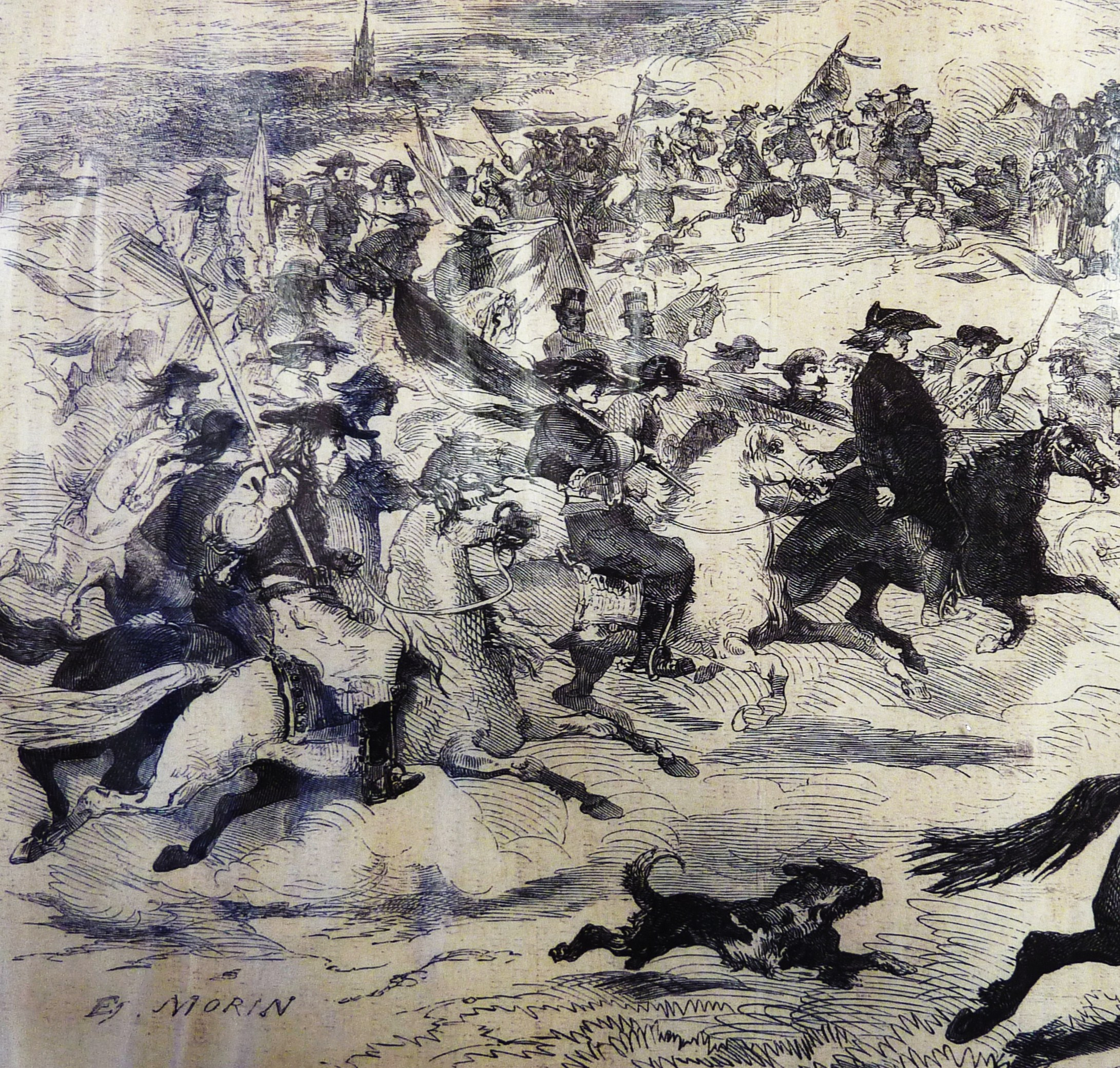
Escorte de leurs majestés impériales entre Landerneau et Le Faou (auteur inconnu).

En réponse aux épidémies, le cimetière est déplacé depuis l'enclos paroissial vers l'extérieur de la ville en 1866. En août 1895, un réseau de distribution d'eau potable ouvre au Faou, ce qui contribue fortement à l'amélioration des conditions sanitaires.

#### La visite de Napoléon III

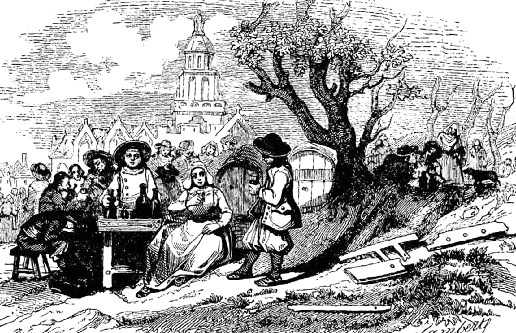
Le Faou en 1844 (dessin).

Dans le cadre de son voyage en Bretagne, Napoléon III, venant de Landerneau et se rendant à Quimper, s'arrête un moment au Faou le 12 août 1858. Jean-Marie Poulain-Corbion en fait le récit suivant :

« Au Faou des fleurs ont été offertes à l'Impératrice par de jeunes paysannes ; dans cette petite ville, voisine du célèbre pèlerinage de Notre-Dame de Rumengol, s'était aussi réuni un nombreux clergé (...). Le maire du Faou avait, dès l'arrivée, adressé à l'Empereur les paroles suivantes : « Sire, vous voyez partout accourir sur Votre passage Vos loyaux et fidèles Bretons. Tous viennent avec bonheur saluer de leurs acclamations reconnaissantes l'Empereur de leur choix, Vous, Sire, qui, après avoir sauvé la France, lui avez donné cette paix glorieuse, cette prospérité et cette grandeur dont elle est justement si fière. Aussi votre grand cœur, Sire, recueille-t-il la récompense la plus précieuse et la plus douce en même temps, l'amour et le dévouement absolu de tous les bons Français, pour Vous, pour l'Impératrice, Votre Compagne bien-aimée, et pour le Prince Impérial, Votre Fils chéri, le Fils Adoptif de la France ! (...) » Sa Majesté, en répondant au maire, lui remit d'abondantes aumônes pour distribuer aux pauvres de la commune, et s'entretint quelque temps avec le sous-préfet de Châteaulin des besoins de l'arrondissement. »

Un bureau télégraphique municipal est créé au Faou en 1879.

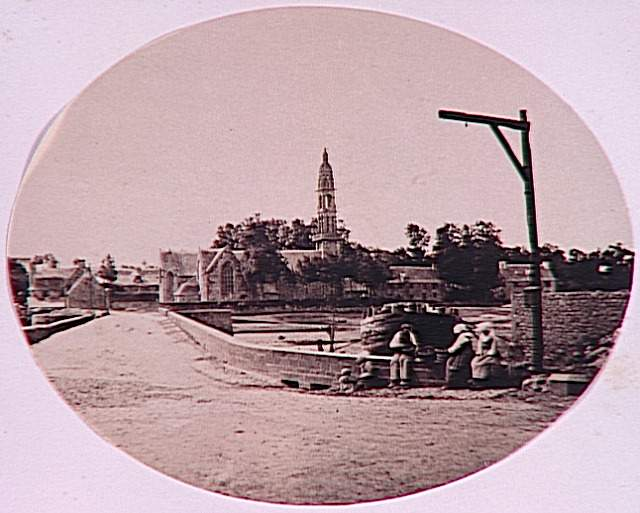
Le Faou en 1857 (photo de Charles Paul Furne).

#### Description du Faou au milieu duXIXesiècle

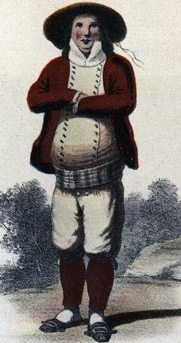
Homme du Faou vers 1850 (tableau de Louis Caradec).

Édouard Vallin dans son Voyage en Bretagne publié en 1859 écrit à propos du Faou :

« Ce bourg est fort ancien et a été jadis le chef-lieu d'un fief très important, mais actuellement il est impossible de le considérer comme une ville, bien que les habitants lui donnent volontiers ce titre pompeux. On remarque aujourd'hui encore un très grand nombre de très anciennes maisons à colombages, couvertes de sculptures grotesques, et souvent même fort indécentes. Il en est une surtout qui se fait remarquer entre toutes. L'écusson du propriétaire primitif de la maison était soutenu par deux femmes complètement nues qui tenaient d'une main une guirlande de fleurs et faisaient de l'autre un geste indécent. Les guirlandes, prolongées de chaque côté, étaient attachées à des têtes de boucs, symbole de la lubricité, enfin à chaque côté se tenait un homme accroupi dans une position obscène. Deux autres cariatides, soutenant le toit de la maison, portaient de gigantesques phallus et étaient représentées commettant le péché d'Onan. Ce singulier monument ressemblait davantage à un temple consacré à Priape qu'à une maison habitée par de braves bourgeois. »

#### Descriptions du Faou à la fin duXIXesiècle

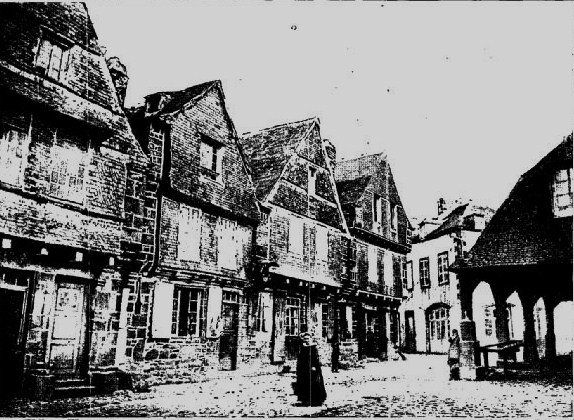
Vieilles maisons du Faou en 1903.

Le peintre Eugène Boudin a décrit ainsi en 1867 la foire du Faou : « C'était aujourd'hui la grande foire du Faou (…). La petite ville aux pignons du XVIe siècle est bondée de Bretons descendus de tous les coins de Bretagne. Les Plougastels qui ressemblent aux Napolitains : bonnets phrygiens, culottes serrées par le bas ; les « brayons-bras » des montagnes avec leurs habits en pillon [pillou] faits de tous les fragments de laine achetés comme chiffons, espèces de colosses souvent vêtus de peaux de mouton, ils vont jusqu'aux confins de la Loire vendre et acheter (pilhaouer). On les voit sur les routes derrière de grands troupeaux, montés à la façon des amazones. Ils ont un vaste chapeau de feutre tout dégingandé qui leur sert de toiture. On voit aussi les gros bouchers de Brest, de Châteaulin et d'autres moindres villes. (…) Mais voici les premières gouttes d'un orage violent : c'est un sauve-qui-peut général, on s'enfourne dans tous les bouchons [= cafés]. Toutes les maisons se changent pour la circonstance en débits [de boisson] ».
Benjamin Girard décrit ainsi le port du Faou en 1889 :

« Le Faou a un port d'échouage qui donne lieu à un trafic maritime relativement important ; il est situé à l'extrémité du petit estuaire connu sous le nom de Rivière du Faou, qui débouche au fond de la rade de Châteaulin [estuaire de l'Aulne], vis-à-vis de la pointe de Landévennec (...). Il a environ 600 mètres de longueur, sur une largeur moyenne de 80 mètres, et est pourvu de quais. Voici quels ont été en 1885 les mouvements de ce port : Entrées : 214 navires, dont 3 venant de l'étranger et 211 de divers ports français. Tonnage : 4 085 tonneaux. Équipages : 615 hommes. Les trois navires susdits ont importé de l'étranger 243 tonneaux de houille, etc.. ; les 211 autres, parmi lesquels figurent 49 navires au lest, ce qui réduit à 162 le nombre de ceux chargés, ont importé 1 981 tonneaux de marchandises diverses, provenant notamment des ports de Dunkerque, Brest et Loix-en-Ré. La rivière du Faou a 6 kilomètres environ de longueur et 250 mètres de largeur moyenne ; l'accès en est facile et l'on y rencontre ni courants, ni alluvions, qui puissent gêner la navigation. »

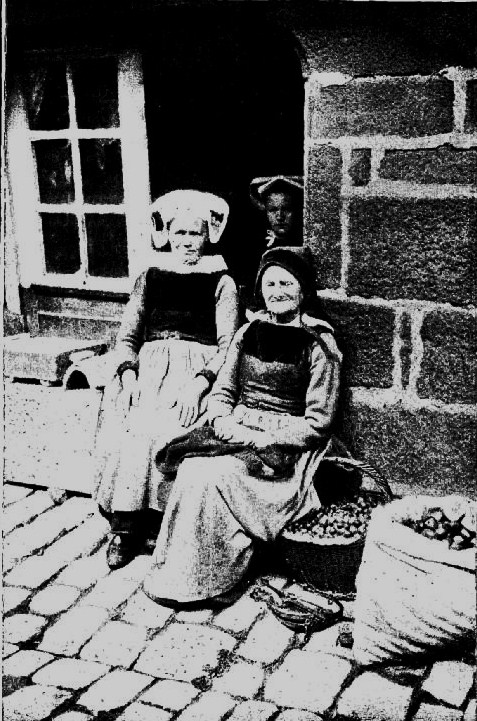
Marchandes de pommes au Faou en 1903.

Albert Clouard, venant en bateau de Landévennec, visite Le Faou en 1892. Voici sa description de la petite ville :

« C'est aujourd'hui dimanche. En ce matin doré et joyeux, la petite ville est en fête, les paysans ont arboré leur chupen de beau drap lustré, les femmes leur grande couëffe [coiffe] empesée aux ailes recourbées, la collerette large aux rebords de gouttière, et l'on se dispose à se rendre au pardon de Landévennec. Les cloches tintent gaiement dans l'air serein. Le Faou possède un grand nombre de maisons en bois, recouvertes d'ardoises et remontant au XVIe siècle. L'église qui se mire dans la rivière présente quelques sculptures curieuses, notamment un singe de gargouille s'ouvrant la bouche avec les mains. Tout près se trouve un ossuaire en ruine. »

Le port du Faou est alors actif : « Le bétail, les céréales, le bois, très abondant car une forêt est proche [la forêt du Cranou], assurent au port un fructueux trafic » écrit Valentine Vattier d'Ambroyse en 1892. Un article de presse de 1901 évoque « les rudes marins de Daoulas, du Faou, de l'Hôpital-Camfrout, de Logonna et de Plougastel qui déchargent sur ses quais [ceux de Port-Launay] le maërl et le sable du Minou, récompense de leurs pénibles dragages ».

#### L'agriculture à la fin duXIXesiècle
Émile Souvestre a écrit à propos de la campagne avoisinant Le Faou : « Vous êtes en Arcadie (= synonyme de « région prospère »), au lieu des ruisseaux gazouillants, des vergers ombrageant les fontaines, des ombrages où retentit la trompe de sureau des pâtres. »
Le géographe Louis Gallouédec décrit ainsi la région en 1893 :

« Chaque ravin y a son ruisseau murmurant sur des cailloux, ses ombrages de hêtres, de frênes, d'ormes, de trembles, de chênes ; la verdure descend jusqu'au rivage ; rien n'avertit que la grande mer est voisine. Du Faou à Daoulas, toute la campagne est couverte d'admirables vergers, et des branches chargées de fruits se penchent sur les eaux calmes. C'est là que Brest s'approvisionne de cerises, de prunes, de pommes. Les villages disparaissent dans la verdure ; les aiguilles des clochers, qui ailleurs se dressent si orgueilleusement sur la campagne prosternée, émergent ici à grand peine du fouillis des arbres. »

### LeXXesiècle

#### La séparation des Églises et de l'État
Sous le titre Une journée de sacrilège, le journal Le Gaulois relate l'expulsion des prêtres des presbytères de Rumengol et du Faou en 1907, en application de la loi de séparation des Églises et de l'État : « À Rumengol, pèlerinage célèbre, les mêmes scènes odieuses [qu'à Saint-Urbain, décrit précédemment dans l'article du journal] se reproduisent. Cette fois, le commissaire est obligé d'employer la force et c'est en le poussant violemment qu'il expulse le curé. L'expulsion du vicaire est plus mouvementée encore. À ce moment, le curé, s'adressant au commissaire, lui crie : « Vous êtes un vrai bandit et un voleur ! ». L'opération n'a pas demandé moins d'une heure. À Moëlan, à Clohars-Carnoët, à Locunolé, au Faou, le commissaire a dû également employer la force ». Quelques jours plus tard, le même journal écrit : « C'est par une pluie torrentielle que la colonne d'expulsion a quitté Le Faou ce matin à quatre heures pour Rosnoën, distant de sept kilomètres. Le tocsin a sonné et les habitants sont accourus. Le curé ayant refusé de livrer passage aux expulseurs, les sommations légales ont été faites et les portes enfoncées. Le recteur a été expulsé par la force et les meubles jetés dans la boue ».

#### Faits divers et vie quotidienne
En 1908, une hutte habitée par cinq bûcherons brûle dans le bois de sapins de Kervez, à trois kilomètres du Faou et deux d'entre eux périrent dans l'incendie.
Dans les décennies 1920 et 1930 se tient chaque semaine au Faou une « petite foire pour chevaux de races postières et de traits légers » et une « vieille foire » chaque mois.
En avril 1933, un incendie ravage l'hospice du Faou. « La ville n'a pas de pompiers et les efforts des habitants, qui durent aller puiser de l'eau dans la rivière à l'aide d'ustensiles de ménage, sont demeurés stériles, l'hôpital ayant été complètement détruit. (…) Les malades furent évacués à temps » écrit le journal La Croix.

#### Les deux guerres mondiales

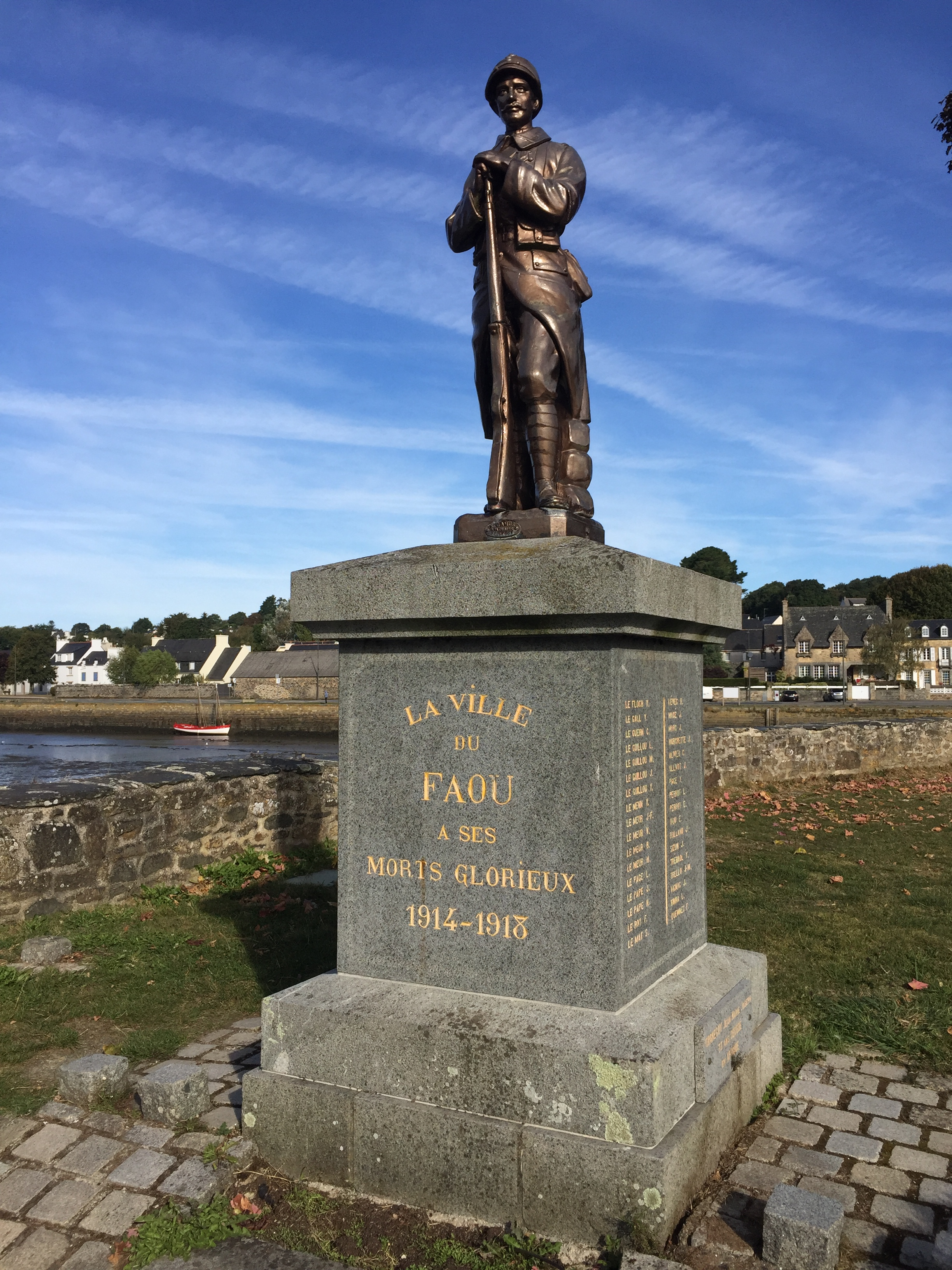
Le monument aux morts du Faou.

Le monument aux morts du Faou porte les noms de 99 soldats morts pour la France dont 64 pendant la Première Guerre mondiale, 31 pendant la Seconde Guerre mondiale, un pendant la guerre d'Indochine, un en Tunisie et deux pendant la guerre d'Algérie.
Quinze résistants, membres du réseau Vengeance, furent arrêtés au Faou et à Quimerc'h le 25 avril 1944 par le kommando de Landerneau, condamnés à mort par un tribunal militaire allemand siégeant à Quimper et firent partie des fusillés du 15 mai 1944 à Mousterlin en Fouesnant (voir le monument commémoratif des « fusillés de Mousterlin ») ; parmi ces victimes se trouvent plusieurs personnes originaires du Faou, leurs noms se trouvent sur une plaque commémorative située Place des fusillés et des résistants :
- Louis Kerhoas, 23 ans, né le 1er décembre 1919 au Faou ;
- Maxime Dubois, 22 ans, étudiant, né au Faou le 14 septembre 1921 ;
- Joseph Le Velly, 39 ans, né à Plabennec le 6 novembre 1904, habitant au Faou ;
- Henri Arnal[103] ;
- Louis Guillou[104].

D'autres résistants membres du même réseau et victimes de cette même rafle, également fusillés à Mousterlin, étaient originaires de communes voisines comme Jean Brosset de la Chaux (de Rosnoën), Roger Guéguen et Jean Le Foll (de Quimerc'h), Jacques Guillou (de Brest).
Un autre résistant, Alexandre Nédélec, né le 28 septembre 1910 au Faou, fut arrêté le 20 juillet 1944 à Landerneau, incarcéré à la prison de Pontaniou à Brest et probablement fusillé quelques jours plus tard. Son corps n'a jamais été retrouvé. Jean Bernard, né le 1er août 1924 au Faou, gravement blessé lors d'opérations militaires contre les Allemands et le kommando de Landerneau à Scrignac, est mort des suites de ses blessures le 19 juillet 1944 à Commana.
Par ailleurs Pierre Le Berre, né le 13 août 1921 au Faou, décédé le 30 mars 2003 à Berthecourt (Oise), fut aussi un résistant appartenant, ainsi que son épouse, au réseau d'évasion « Bourgogne ».

## Démographie
L'analyse de l'évolution démographique de la commune du Faou est perturbée par les évolutions administratives survenues : la création de la commune de Pont-de-Buis-lès-Quimerc'h en 1965 prive le Faou d'une petite partie de son territoire communal ; à l'inverse l'annexion en 1970 de la commune de Rumengol agrandit son territoire et ajoute des habitants supplémentaires (Rumengol avait 268 habitants lors du recensement de 1968).

### Évolution démographique du Faou (y compris Rumengol depuis 1970)
L'évolution du nombre d'habitants est connue à travers les recensements de la population effectués dans la commune depuis 1793. Pour les communes de moins de 10 000 habitants, une enquête de recensement portant sur toute la population est réalisée tous les cinq ans, les populations de référence des années intermédiaires étant quant à elles estimées par interpolation ou extrapolation. Pour la commune, le premier recensement exhaustif entrant dans le cadre du nouveau dispositif a été réalisé en 2006.

En 2022, la commune comptait 1 882 habitants, en évolution de +9,61 % par rapport à 2016 (Finistère : +2,16 %, France hors Mayotte : +2,11 %).
| 1793 | 1800 | 1806 | 1821 | 1831 | 1836 | 1841 | 1846 | 1851  |
| ---- | ---- | ---- | ---- | ---- | ---- | ---- | ---- | ----- |
| 825  | 682  | 768  | 863  | 877  | 915  | 975  | 935  | 1 103 |

| 1856  | 1861  | 1866  | 1872  | 1876  | 1881  | 1886  | 1891  | 1896  |
| ----- | ----- | ----- | ----- | ----- | ----- | ----- | ----- | ----- |
| 1 084 | 1 150 | 1 271 | 1 239 | 1 276 | 1 234 | 1 320 | 1 369 | 1 288 |

| 1901  | 1906  | 1911  | 1921  | 1926  | 1931  | 1936  | 1946  | 1954  |
| ----- | ----- | ----- | ----- | ----- | ----- | ----- | ----- | ----- |
| 1 241 | 1 297 | 1 321 | 1 259 | 1 112 | 1 094 | 1 168 | 1 195 | 1 186 |

| 1962  | 1968  | 1975  | 1982  | 1990  | 1999  | 2006  | 2011  | 2016  |
| ----- | ----- | ----- | ----- | ----- | ----- | ----- | ----- | ----- |
| 1 268 | 1 313 | 1 510 | 1 554 | 1 522 | 1 571 | 1 669 | 1 716 | 1 717 |

| 2021  | 2022  | - | - | - | - | - | - | - |
| ----- | ----- | - | - | - | - | - | - | - |
| 1 832 | 1 882 | - | - | - | - | - | - | - |

Commentaire
La commune du Faou a doublé sa population en un peu plus de deux siècles entre 1793 et 2006, mais cette augmentation globale masque des évolutions contrastées selon les époques : une stagnation initiale et même un déclin pendant la Révolution française et le Premier Empire (effet des guerres et du blocus continental ?), un premier essor démographique sous la Restauration, momentanément arrêté sous la monarchie de Juillet certes, mais qui globalement se poursuit jusqu'à la fin du XIXe siècle, un premier maximum démographique étant atteint en 1891 avec 1 369 habitants, la population communale ayant en gros doublé entre le minimum de 1800 et le pic de 1891. Dans les deux décennies précédant la Première Guerre mondiale, la population communale évolue en dents de scie, mais parvient toutefois à son maximum absolu, hors Rumengol, en 1911 à la veille de la Première Guerre mondiale. La population stagne pendant la majeure partie du XXe siècle, atteignant un minimum secondaire pendant l'entre-deux-guerres en 1931 avec 1 168 habitants et ne dépasse la population atteinte en 1911 qu'en 1968. L'essor démographique qui suit n'est qu'illusoire puisque la population du Faou inclut à partir de 1970 celle de Rumengol, localité peuplée de 284 habitants en 1968. Hors Rumengol, il semble bien qu'il faille attendre 2006 pour que la population communale ne dépasse, et de peu, celle atteinte en 1911. Le XXe siècle a donc correspondu à une remarquable stagnation démographique, les évolutions étant en fait très faibles d'un recensement à l'autre.
En raison de la petitesse de la superficie communale, la densité de population est relativement élevée (144 habitants au km2 en 2007). Le solde naturel reste régulièrement négatif depuis plusieurs décennies (-0,2 % par an entre 1999 et 2007) ; entre 2002 et 2008, en 7 ans donc, le nombre des décès (201) l'emporte largement sur celui des naissances (152) en raison du vieillissement de la population (les 65 ans et plus représentent en 2007 26,6 % de la population contre 22,5 % pour les 0 à 19 ans) ; par contre le solde migratoire, longtemps négatif, est redevenu positif depuis 1975 (+1,3 % l'an entre 1999 et 2007).

## Politique et administration

### Jumelages
Modbury (Royaume-Uni)
 Domblans (France)

## Économie

### L'abattoir du Faou
Construit en 1962 au bord de la Rivière du Faou, l'abattoir local, désormais englobé dans le tissu urbain, sera reconstruit par la Communauté de communes, en bordure de la voie express RN 165 ; en délégation de service public depuis 1995, il a atteint 3 800 tonnes de viande, principalement bovine, en 2020. Il a 3 300 clients particuliers (des personnes adeptes de l'autoconsommation) ; il a aussi abattu 20 000 ovins en 2020.

### Tourisme
- La maison de pays (XVIe, XVIIIe siècles) présente une exposition permanente consacrée à l'histoire de la ville et accueille des expositions temporaires (ouverte de juillet à début septembre).
- Festival Noz Ar Ster Goz[121].
- Le Faou est labelisé[122] Petite Cité de caractère (2016), Port d'intérêt patrimonial (2019)[123], Village étoilé 2 étoiles (2021)[124], Village étape (2022), Ya d'ar brezhoneg (2023).
- La fête des Jonquilles[125].

## Culture locale et patrimoine

### Héraldique
| Blason du Faou | Blason du Faou : D'azur au léopard d'or. Armes de la famille du Faou (XIIIe siècle). Déposé en préfecture le 21 octobre 1977. |

### Langue bretonne
À la rentrée 2018, 57 élèves étaient scolarisés à l'école Diwan (soit 28,9 % des enfants de la commune inscrits dans le primaire).

### Lieux et monuments
Le village a fait partie de l'association « Les Plus Beaux Villages de France », mais n'est plus labellisé à ce jour. Il possède deux monuments classés et 25 inscrits au titre des monuments historiques. L'essentiel de la commune est protégé en tant que site patrimonial remarquable.

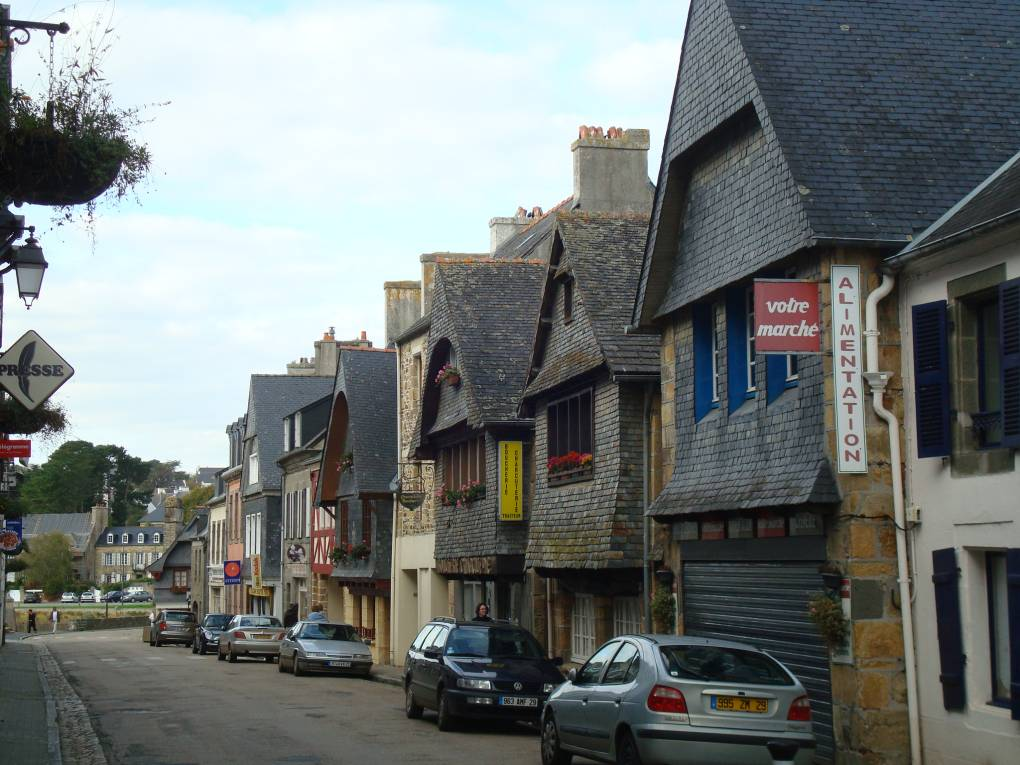
Les maisons à pan-de-bois

- Les maisons à pan-de-boisLes maisons en pan de bois

Le Faou possède la plus grande densité de maisons en pan de bois du département. Vingt-trois maisons sont protégées et une classée. La rue principale, la rue du Général-de-Gaulle, est bordée de maisons bâties de schiste et de granit, à encorbellement datant du XVIe siècle. Occulté par des parements d'ardoise après la Révolution, le colombage du premier étage et du comble est garni de quenouille, petite pièce de bois maintenant un remplissage en torchis. Le colombage en croix de Saint-André répétées empêche la façade de « rouler ». Bien que ce mode de construction ait été interdit après 1561 à cause des risques d'incendie, la plupart des maisons de ce type, bâties au Faou, datent de la fin du XVIe et début du XVIIe siècle.

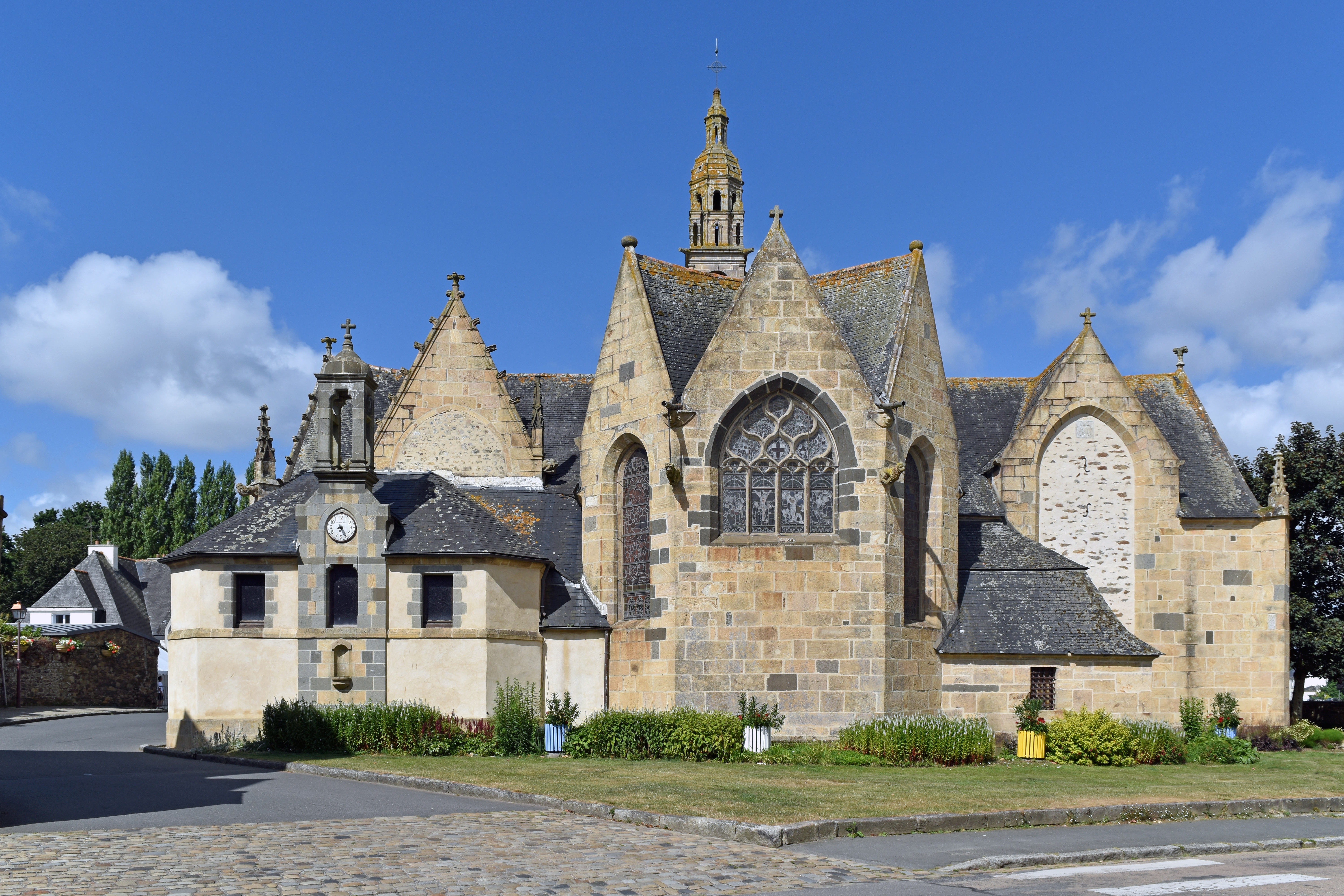
Eglise Saint Sauveur du Faou, côté Sud.

- L'église Saint-Sauveur est décrite ainsi en 1928 : « Voici la petite église du Faou, Saint-Sauveur, sur son rempart en terrasse ! Moisie sous ses ormes, gris-pommelée de lichens »[128]. Elle se situait dans un enclos paroissial, dont la porte monumentale est toujours visible. Le cimetière a été déplacé en 1866 et l'ossuaire détruit en 1892[129].
- L'église Notre-Dame de Rumengol et son enclos paroissial : c'est un monument historique classé qui date du XVIe siècle.
- L'ancienne chapelle Saint-Joseph[130], située à la sortie du bourg du Faou sur la route de Landerneau, a été démolie en 1954. Plusieurs autres anciennes chapelles ont disparu.
- La chapelle Saint-Jean-Baptiste se situe à 600 mètres à l'est du bourg de Rumengol, en direction de la forêt du Cranou. Construite en 1829 d'après le projet de l'architecte Dumoutier, son pignon ouest s'écroule dès 1830 à cause de la mauvaise qualité des matériaux de soubassement. Elle est reconstruite en 1844 par l'entrepreneur Félix Caron de Plouay[131]. Elle était ouverte aux pèlerins les jours de pardon. En ruine, il en subsiste le clocher et la partie basse des murs.
- La croix de Kergadiou, situe entre les bourgs de Rumengol et du Faou, date de 1871 et est l'œuvre du sculpteur morlaisien Yann Larc'hantec.
- La croix du cimetière du Faou date de 1526, déplacée et restaurée en 1876[132].
- Le calvaire de Rumengol dont les commanditaires furent Jean du Quélennec et Marie de Poulmic, issue d'une famille possédant le manoir du même nom à Lanvéoc dans la presqu'île de Crozon, sorti au milieu du XVe siècle des ateliers de sculpture du Folgoët[133].
- Quatre moulins se trouvent sur le territoire communal à Dréan, Coat-Nabat, Touloudou et Kermoal.
- La motte féodale de l'ancien château de la Motte.

### Contes, légendes et dictons

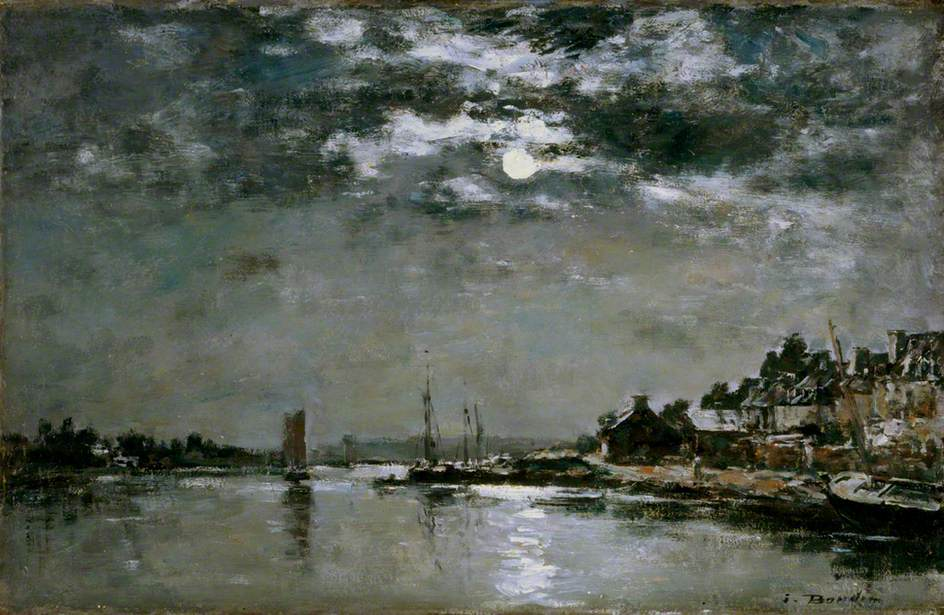
Le village du Faou au clair de lune (Eugène Boudin).

- La Noël de Jean Rumengol : conte écrit par Anatole Le Braz (histoire d'un vagabond trouvé nouveau-né dans l'église de Rumengol, d'où son nom)[134].
- La Légende du Roi Brieg (inventeur du denier) écrit par Karon Stefan en 1874.
- Rumengol, le pardon des chanteurs, conte écrit par Anatole Le Braz[135].
- La Légende des Sept-Saints concerne pour partie Le Faou.
- Le petit sorcier gris est un conte qui raconte l'histoire de Yann, paysan très pauvre d'un village près du Faou[136].
- La fascination du loup : quand on rencontre un loup dans un bois, si nous le voyons d'abord, le loup ne pourra pas ouvrir sa gueule pour nous mordre ; mais si le loup nous voit d'abord, il pourra nous manger, et nous ne pourrons ni crier ni fuir devant lui[137].
- Les étoiles des Rois : Si le soir de la Fête des Rois, il y a beaucoup d'étoiles dans le ciel, il y aura une grande sécheresse en été, et les poules pondront beaucoup[137].

### Tableaux et gravures représentant Le Faou

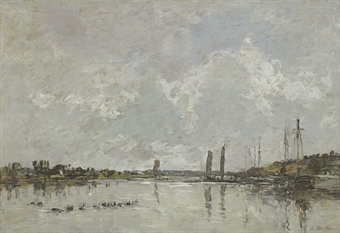
Environs du Faou
Eugène Boudin, 1870-1872
Collection privée, Vente 2008

- Fermier du Faou (assiette de la manufacture de Sarreguemines, collection « types bretons »)[138]
- Eugène Boudin : Foire en Bretagne (le Faou ?) (collection particulière)
- Eugène Boudin : Foule dans une rue du Faou (crayon et aquarelle, collection particulière)
- Eugène Boudin : Le village du Faou au clair de lune (Southampton City Art Gallery)
- Eugène Boudin : Marché sur la place du Faou (musée du Louvre, département des arts graphiques)[139]
- Eugène Boudin : Le Faou, un coin du village (collection particulière)[140]
- Eugène Boudin : Environs du Faou (collection particulière)
- Eugène Boudin : Le marché au Faou[141]
- Eugène Boudin : Paysage aux lavandière, le Faou, le port à marée basse[142]
- Eugène Boudin : Jour de foire au Faou
- Eugène Boudin : Le Faou à marée basse
- Eugène Boudin : Le Faou, le village et le port sur la rivière
- Eugène Boudin : La rivière du Faou
- Eugène Boudin : Les lavandières au Faou à marée basse
- Eugène Boudin : Port du Faou à marée haute
- Fernand Le Gout-Gérard : L'ossuaire du Faou[143]

### Personnalités liées à la commune

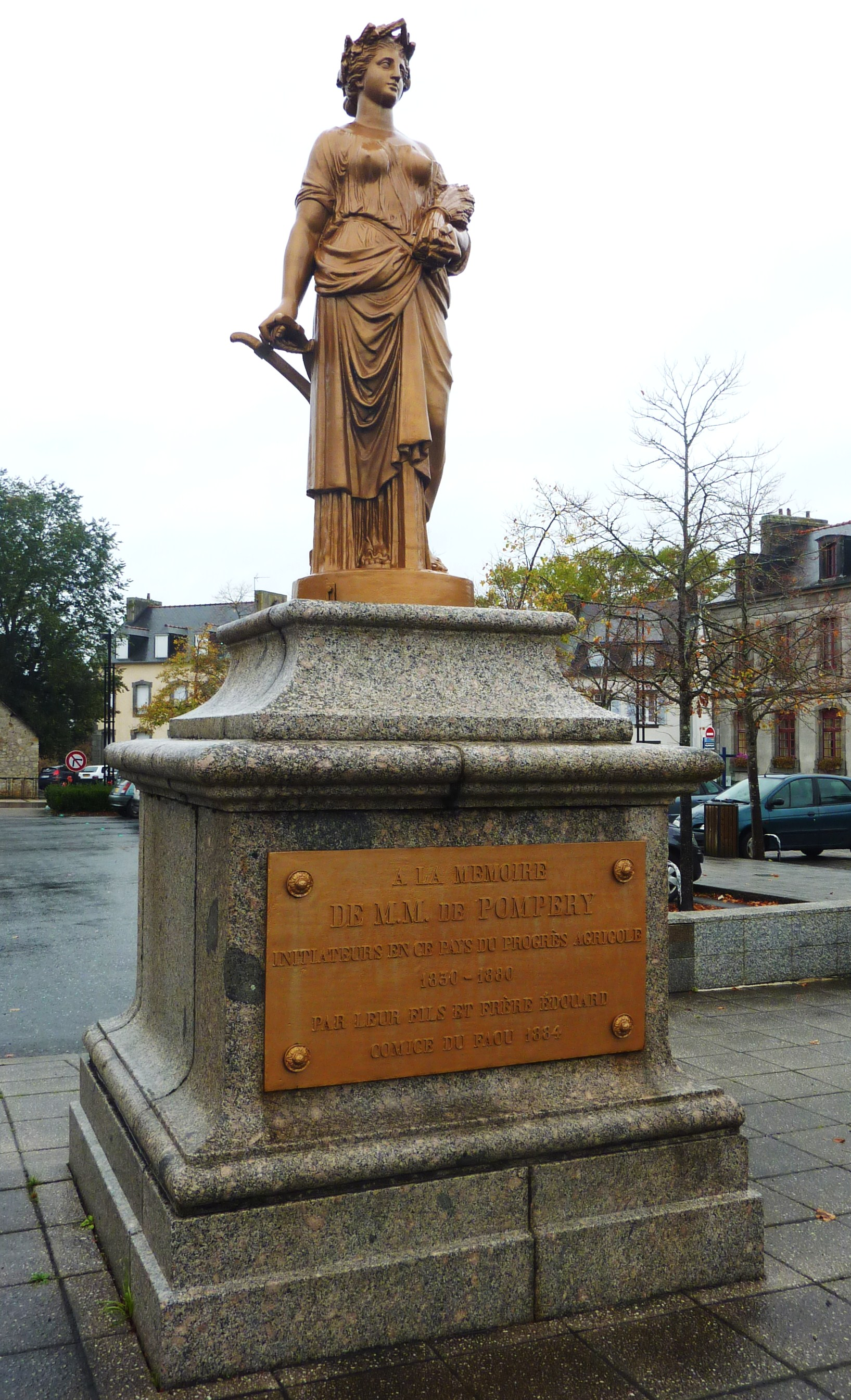
À la mémoire de MM. de Pompéry, statue de Mathurin Moreau.

- Théophile de Pompéry (1814-1880), agriculteur et homme politique.
- Édouard de Pompéry (1812-1895), journaliste politique et essayiste.
- Hippolyte Caurant (1839-1923), né au Faou, fut nommé sous-préfet. Il est élu député de la circonscription de Châteaulin.
- Eugène Boudin (1824-1898), peintre, fit de nombreux séjours en Bretagne entre 1867 et 1897 près du Faou au manoir de Kerhoan.
- Yves Lagatu (1914-1987), né à Rumengol, combattant dans les Forces françaises libres pendant la Seconde Guerre mondiale, Compagnon de la Libération[144].
- Philippe Le Guillou (1959-), né au Faou, est un romancier et essayiste français.